# Historia diplomática de la Segunda Guerra Mundial

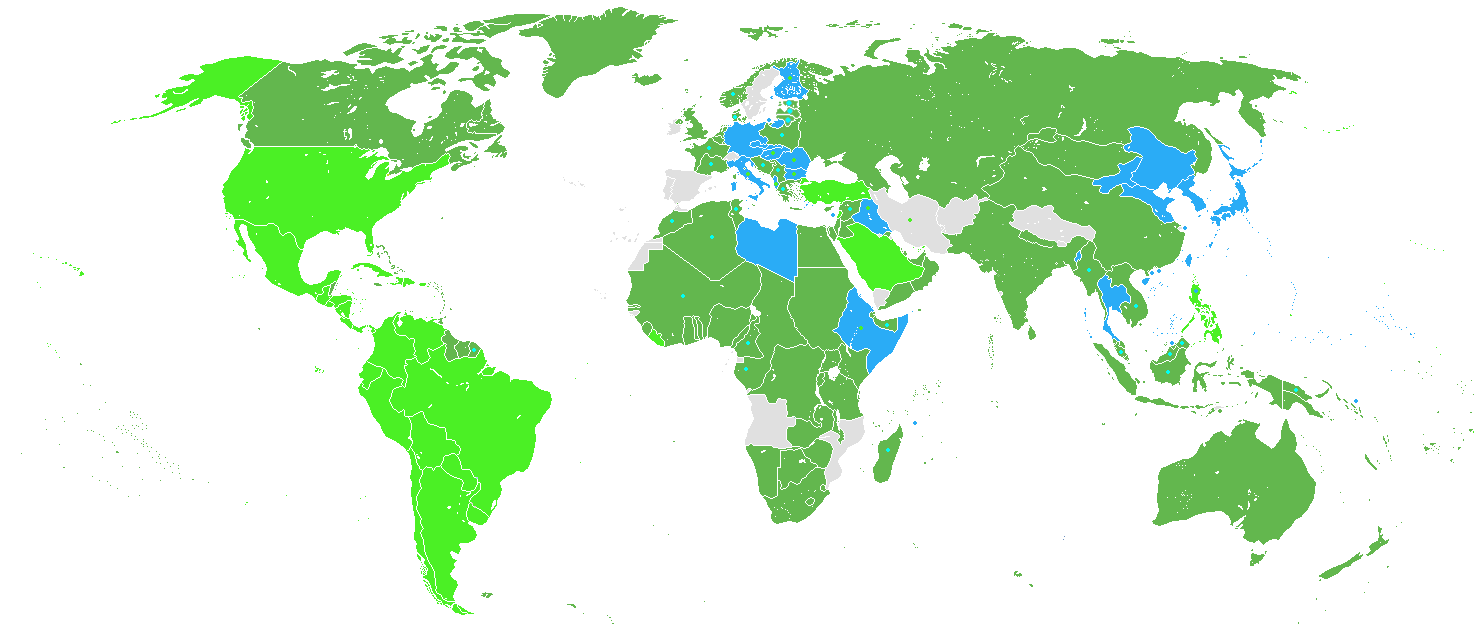
Mapa del mundo con los participantes en la Segunda Guerra Mundial.
Los Aliados se muestra en verde (los de color verde claro entraron después del Ataque a Pearl Harbor), las Potencias del Eje en azul, y los países neutrales en gris.

La historia diplomática de la Segunda Guerra Mundial incluye las principales políticas exteriores e interacciones dentro de las coaliciones de oposición, los Aliados y las Potencias del Eje. La historia militar de la guerra se encuentra en la Segunda Guerra Mundial.

## El intento fallido por detener la Guerra

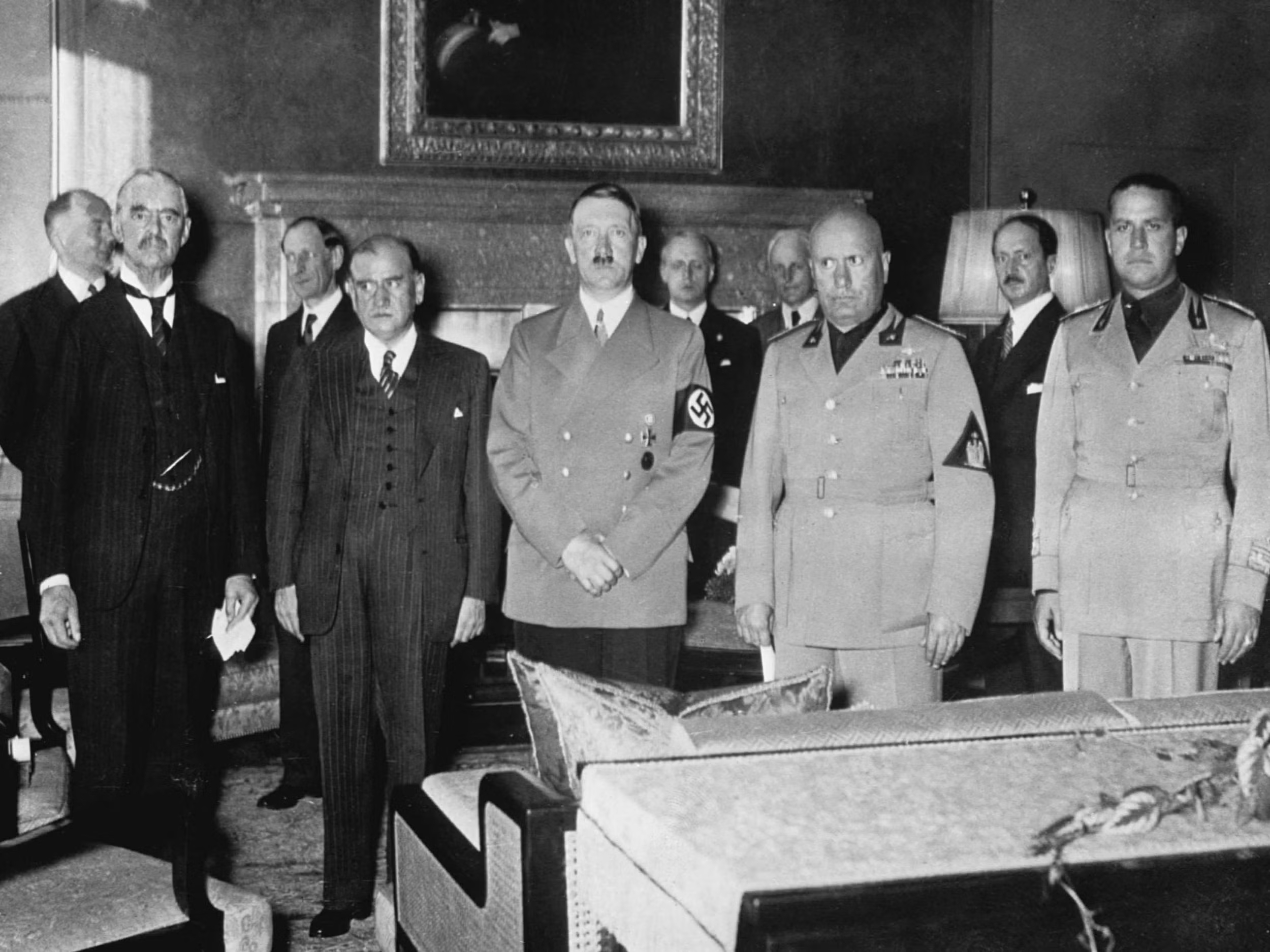
De izquierda a derecha: Chamberlain, Daladier, Hitler, Mussolini y Ciano en la foto antes de firmar los Acuerdos de Múnich, que dio los Sudetes a Alemania.

En la primavera de 1938, Alemania se había anexionado a Austria mediante el Anschluss. Los gobiernos de Francia y el Reino Unido pensaban en aquel entonces, que si se le concedían a Hitler todas sus reclamaciones, este se calmaría, y se evitaría una guerra de escala continental que nadie quería volver a ver, por lo que se realizó una conferencia en Múnich en donde el III Reich se anexionó los territorios alemanes perdidos tras el tratado de  Versalles al crear la nación checoslovaca. Los principales participantes en esta reunión fueron el primer ministro de Inglaterra, el representante de Francia, Daladier, por parte de Italia Mussolini y el Canciller alemán. Por desgracia, el plan falló y los alemanes invadieron el resto de lo que iba a ser llamado República Checa en marzo de 1939, y comenzaron los preparativos para una invasión de Polonia ese verano.

## Las Naciones Unidas
Gran Bretaña, Francia, (hasta el 22 de junio de 1940 que se rindió) la Unión Soviética, los Estados Unidos y China fueron los principales aliados, que se llamaron a sí mismos "Las Naciones Unidas". A ellos se unieron muchos otros países, como Canadá,, así como gobiernos en el exilio como los de Francia, Polonia y Países Bajos

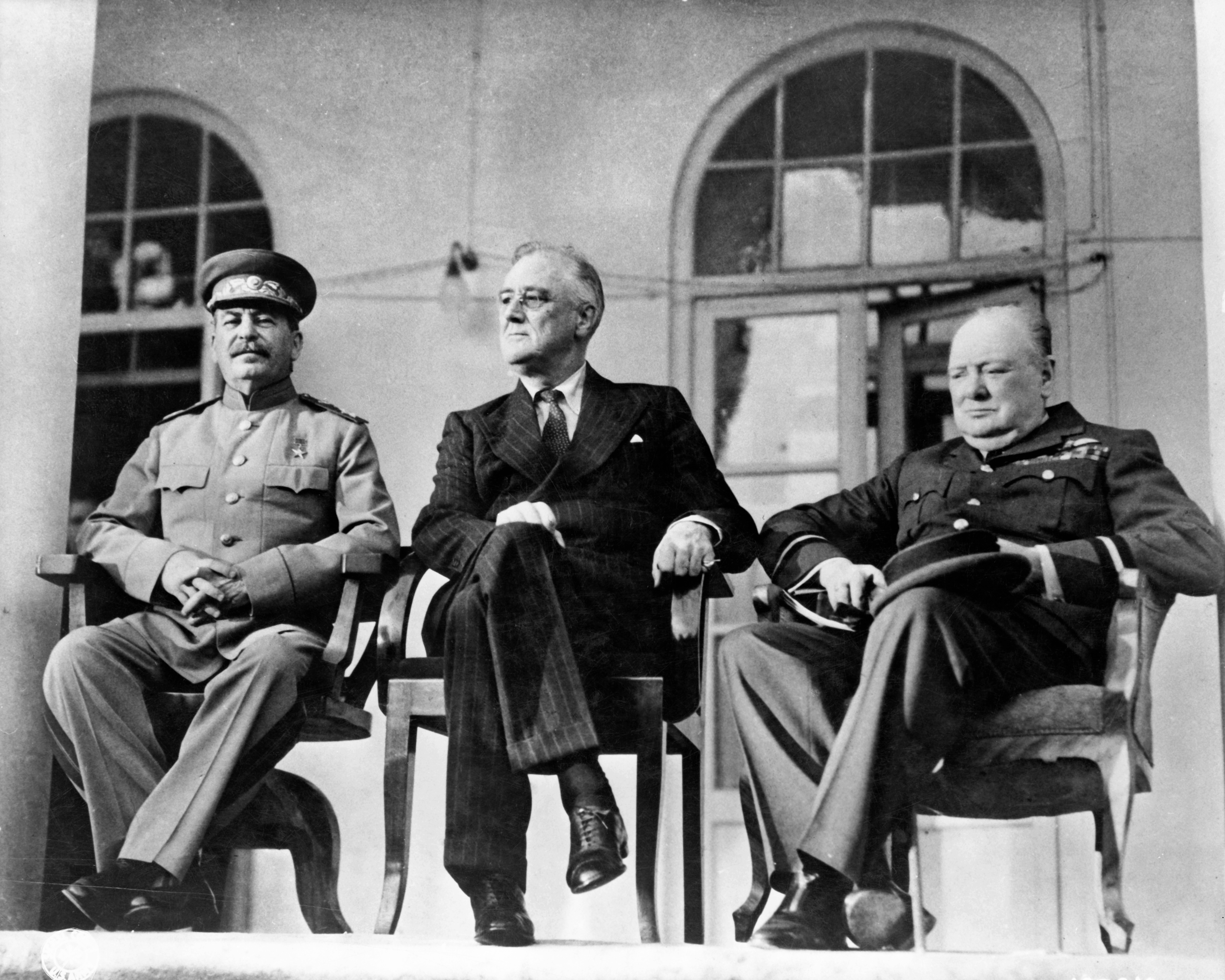
Stalin (izquierda), Roosevelt (centro) y Churchill (derecha) en Teherán, Nov. 1943

### Las tres grandes conferencias.
Gran Bretaña, la URSS y los EE. UU, estaban en contacto frecuente a través de los embajadores, altos generales, ministros de Relaciones Exteriores y emisarios especiales como el estadounidense Harry Hopkins. Hubo numerosas conferencias de alto nivel; en total Churchill asistió a 14 reuniones, Roosevelt a 12, y Stalin a 5. Las más visibles fueron las tres conferencias en la cumbre que reunió a los tres principales líderes.

#### Conferencia de Teherán
La primera reunión de los Tres grandes, Stalin, Roosevelt, y Churchill, llegó en la conferencia de Teherán en Irán, que se llevó a cabo del 28 de noviembre al 1º de diciembre de 1943. Se acordó una invasión de Francia en 1944 (el "segundo frente") y se ocupó de Turquía, Irán, Yugoslavia y se habló sobre la guerra contra Japón, así como la liquidación de la posguerra.

#### Conferencia de Yalta
La conferencia de Yalta se llevó a cabo en Crimea del 4 al 11 de febrero en el año de 1945. Se centraron en los planes de posguerra de las fronteras europeas. Los soviéticos ya controlaban Polonia; las nuevas fronteras de Polonia fueron especialmente importantes para Stalin que se encontraba en búsqueda del control de Bielorrusia occidental y el oeste de Ucrania. Polonia quería ganar partes de Alemania, por lo que Stalin prometió elecciones libres en Polonia bajo los auspicios de un gobierno que controlaba. Ante la fuerte insistencia de Roosevelt, Stalin accedió a entrar en la guerra contra Japón tres meses después de la derrota de Alemania. Se acordó que la URSS sería un miembro del Consejo de Seguridad de las Naciones Unidas, con poder de veto y Ucrania y Bielorrusia serían miembros de las naciones unidas, sin embargo este acuerdo no incluiría a las otras 12 repúblicas soviéticas. Alemania debía ser dividida en tres zonas de ocupación y muchos países buscaban hacerse de parte del territorio, como por ejemplo Francia. Otra decisión controversial que fue resultado de esta conferencia, fue que los civiles que se encontraran en esos territorios serían repatriados.

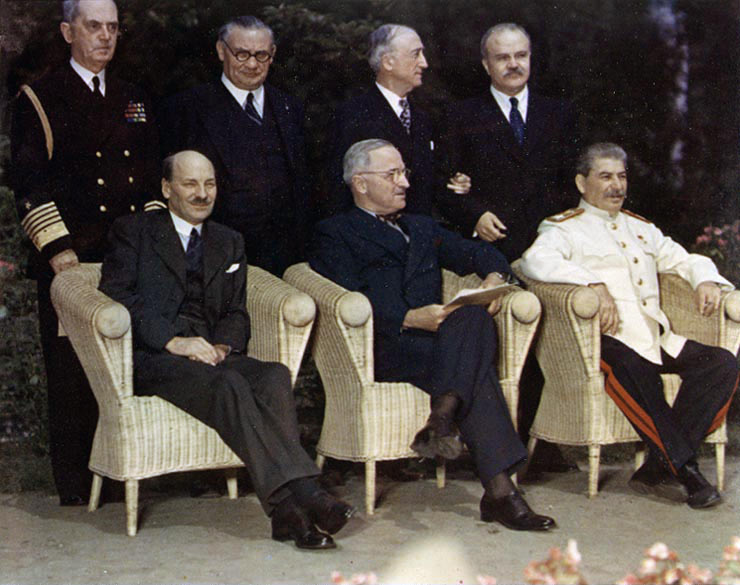
Clement Attlee, Harry Truman y Iósif Stalin en la conferencia de Potsdam del 28 de Julio al 1ro de agosto de 1945

#### Conferencia de Potsdam
La Conferencia de Potsdam se celebró del 17 de julio al 2 de agosto de 1945, en Potsdam, Alemania. Stalin se reunió con el nuevo presidente de los Estados Unidos Harry S. Truman y dos primeros ministros británicos en sucesión Winston Chruchill y Clement Attlee. En esta conferencia se exigieron la "rendición incondicional" de Japón, y se finalizaron los arreglos por Alemania que sería ocupada y controlada por la Comisión de Control Aliado. Así mismo se debatió la situación de otros países ocupados, con los puntos previamente acordados en Yalta. y ayuda a la organización de varios países que ayudaron a solucionar este problema

## Gran Bretaña-Estados Unidos
Aunque la mayoría de los estadounidenses favorecieron a Gran Bretaña en la guerra, hubo una amplia oposición a la intervención militar de Estados Unidos en los asuntos europeos. La política del presidente Roosevelt de dinero en efectivo y acarreo todavía se permite Gran Bretaña y Francia para la compra de municiones de los Estados Unidos y llevárselas a casa.

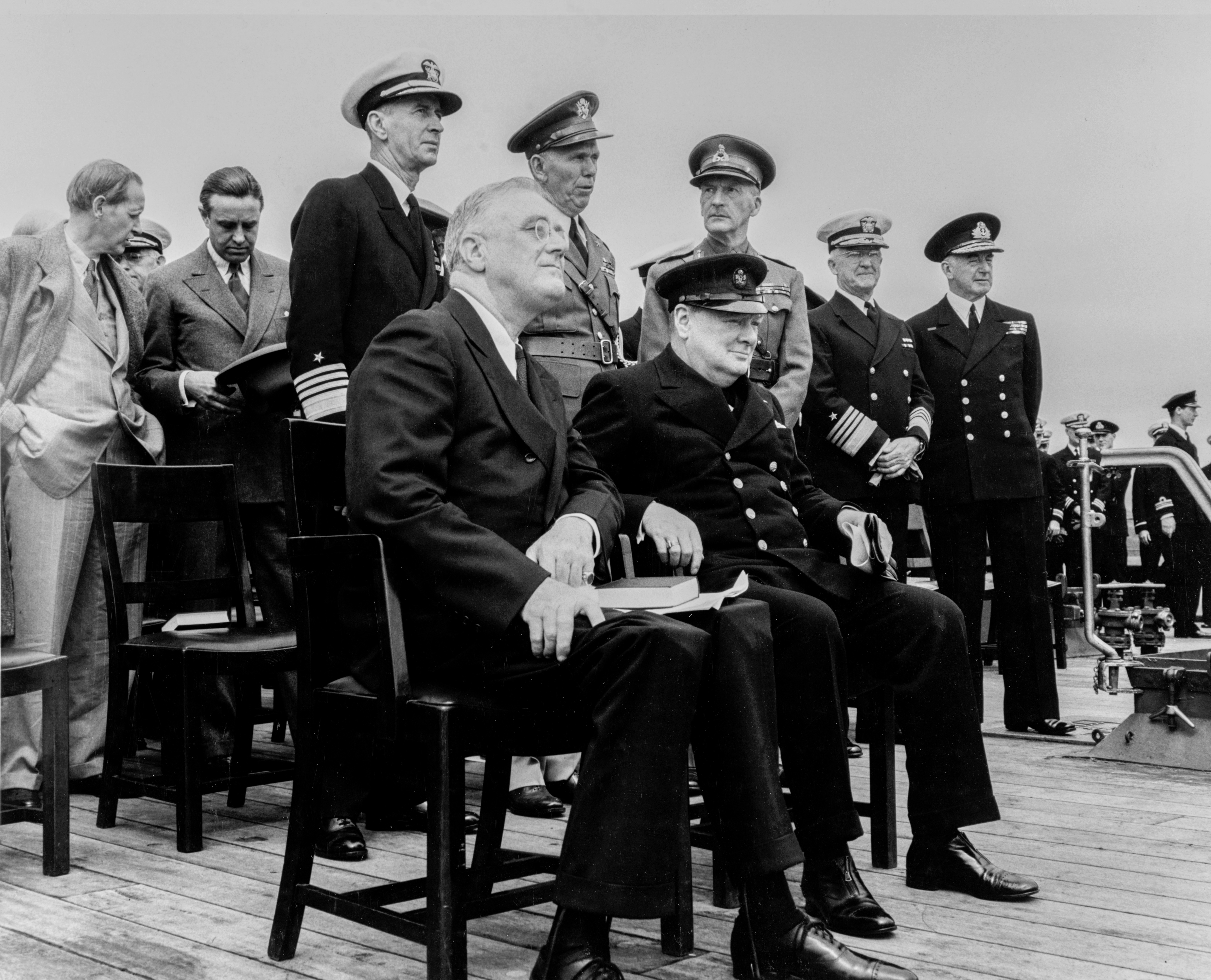
Roosevelt y Churchill redactó la Carta del Atlántico en agosto de 1941

Churchill, que durante mucho tiempo había advertido contra Alemania y exigió el rearme, se convirtió en Primer ministro después de que la política de Chamberlain de apaciguamiento total se derrumbara completamente y Gran Bretaña no pudiera revertir la invasión alemana de Noruega en abril de 1940. Después de la caída de Francia, Roosevelt dio a Gran Bretaña toda ayuda de guerra. Los Estados Unidos dieron un contrato de arrendamiento de noventa y nueve años sobre basesestratégicamente ubicadas en el Atlántico, a cambio de recibir cincuenta viejos destructores de la Marina Real para utilizar en la guerra antisubmarina. Roosevelt también vendió (por efectivo) municiones que fueron llevadas en barcos británicos, incluyendo más de medio millón de fusiles, 85.000 ametralladoras, 25.000 rifles automáticos, morteros, cientos de cañones de campaña, con el suministro de la munición necesaria. El británico necesitaba esas municiones para reequipar a los soldados que perdieron todas sus armas cuando Dunkerque fue evacuado en junio de 1940.
A partir de marzo de 1941, los Estados Unidos promulgaron la Ley de Préstamo y Arriendo, enviando carros de combate, aviones de guerra, municiones, alimentos y suministros médicos. Gran Bretaña recibió 31.400 millones de dólares, de un total de 50100 millones de dólares de los suministros enviados a los aliados. En un agudo contraste con la Primera Guerra Mundial, no se trataba de préstamos y ningún reembolso estaba involucrado.

### Arcadia
La Conferencia de Arcadia se celebró en Washington, del 22 de diciembre de 1941 hasta 14 de enero de 1942, en esta conferencia ser reunieron los principales líderes militares británicos y estadounidenses en Washington. Winston Churchill, Franklin Roosevelt y sus respectivos equipos tuvieron conversaciones muy sinceras que dieron lugar a una serie de importantes decisiones que dieron forma al esfuerzo de guerra en 1942-1943. Se tomó la decisión de invadir el norte de África en 1942, para enviar bombarderos estadounidenses a bases en Inglaterra, y por los británicos para fortalecer sus fuerzas en el Pacífico. La Conferencia estableció a los Jefes de Estado Mayor Combinado, con sede en Washington, que aprobó y ultimó todos las decisiones militares. También creó un comando estadounidense-británico-holandés-australiano unificado (ABDA) en el Lejano Oriente, que tuvo un pobre desempeño. Finalmente la conferencia redactó la Declaración de las Naciones Unidas, que compromete a los aliados para que no haya paz separada con el enemigo, y emplear los recursos completos hasta la victoria.
En la Conferencia de Quebec, 1943 celebrada en Canadá en agosto de 1943, Churchill, Roosevelt y el Estado Mayor Combinado trazan la estrategia contra Alemania. Ellos comenzaron a planear la invasión de Francia, con nombre en código Overlord utilizando un informe elaborado por los Jefes Combinados. También discutieron un aumento de la ofensiva de bombardeos contra instalaciones de Alemania en Francia y los Países Bajos. Decidieron continuar la acumulación de fuerzas estadounidenses en Gran Bretaña antes de la invasión de Francia. Churchill siguió llamando la atención sobre las ventajas de las operaciones en el teatro mediterráneo. Estuvieron de acuerdo en usar más fuerza para obligar a Italia a salir de la guerra, y para ocuparla junto con Córcega. La cooperación militar estaba cerca y con éxito.

### Colaboración técnica
La colaboración técnica era aún más cerca, ya que las dos naciones compartieron secretos y armas en relación con la espoleta de proximidad y de radar, así como motores de avión, códigos nazis, y la bomba atómica.
Millones de soldados estadounidenses se asentaron en Gran Bretaña durante la guerra, lo que llevó a una cierta cantidad de fricción con los hombres británicos y los matrimonios mixtos con mujeres británicas. Esta animosidad fue explorado en el arte y el cine, y muy especialmente una "cuestión de vida y muerte" y "A Canterbury Tale". En 1945 Churchill envió una flota británica para ayudar al ataque de Estados Unidos e invadir Japón.

### La conferencia de Casablanca
Desde el 14 hasta 24 de enero de 1943 Roosevelt, Churchill y el Estado Mayor Combinado se reunieron en la Casablanca, Marruecos. Se decidieron por la estrategia aliada importante para 1943 en Europa, especialmente la invasión de Italia y la planificación para la invasión de Francia. A sugerencia de Roosevelt estaban de acuerdo en una política de "rendición incondicional". Esta política levanto la moral de los aliados, pero también hizo que los nazis lucharan hasta el final. Roosevelt también trató de establecer una relación de trabajo entre los dos principales aliados Franciases, Henri Giraud, el alto comisionado de Francia en el norte de África, y el general de Gaulle, líder de la Francia Libre.

## Gran Bretaña

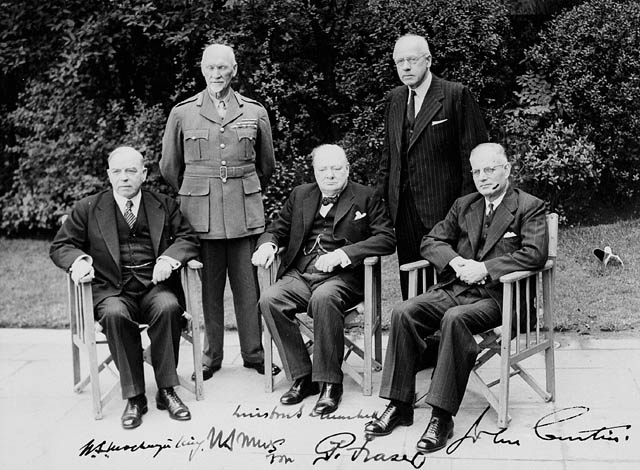
Los jefes de gobierno de los cinco miembros de la Mancomunidad Británica de Naciones en la Conferencia 1944 Primeros Ministros.

La declaración británica de guerra contra Alemania en septiembre de 1939 incluye las colonias de la Corona y la India, que controla directamente. Los dominios fueron independientes de la política exterior, pero todos ellos (Australia, Canadá, Nueva Zelanda y Sudáfrica) pronto declararon la guerra a Alemania. Los temores en Londres de que Sudáfrica tomaría el consejo del primer ministro JBM Hertzog y permanecer neutral fueron aliviados cuando el Parlamento votó 80 a 67 para la guerra, y Hertzog renunció. Después de la derrota de Francia en junio de 1940, Gran Bretaña y su imperio quedaron solos en el combate contra Alemania, hasta junio de 1941. Los Estados Unidos dieron un fuerte apoyo diplomático, financiero y material, a partir de 1940, especialmente a través de prestar y arrendamiento, que comenzó en 1941, En agosto de 1941, Churchill y Roosevelt se reunieron y acordaron la Carta del Atlántico, que proclama que "el derecho de todos los pueblos a elegir la forma de gobierno bajo el que viven" deben ser respetados. Esta redacción es ambigua y podría interpretarse de manera diferente por los británicos, estadounidenses, y los movimientos nacionalistas.
A partir de diciembre de 1941, Japón invadió las posesiones británicas en Asia, incluyendo Hong Kong, Malasia, y en especial la base fundamental en Singapur, y marchó hacia Birmania, dirigiéndose hacia la India. La reacción de Churchill a la entrada de los Estados Unidos en la guerra fue que Gran Bretaña estaba ahora seguro de la victoria y el futuro del imperio estaba a salvo, pero las rápidas derrotas causaron daño permanente bajando elprestigio de Gran Bretaña como potencia imperial. La comprensión de que Gran Bretaña no pudo defender los empujes hacia Australia y Nueva Zelanda en estrechos vínculos permanentes con los Estados Unidos.

### India
Grave tensión estalló sobre las exigencias estadounidenses que se diera independencia a la India, una proposición la cual Churchill rechazó con vehemencia. Durante años, Roosevelt había alentado la retirada británica de la India. La posición estadounidense se basó en la oposición de principio al colonialismo, interés práctico para el resultado de la guerra, y la expectativa de un gran papel de Estados Unidos en una era post-colonial. Sin embargo, en 1942, cuando el Partido del Congreso puso en marcha un movimiento Quit India, las autoridades británicas de inmediato detuvieron a decenas de miles de activistas, incluyendo Jawaharlal Nehru y Mahatma Gandhi, y les encarcelaron hasta 1945. Mientras tanto, la India se convirtió en la principal base estadounidense puesta en escena para la ayuda a China. Churchill amenazó con renunciar si Roosevelt seguía insistiendo muy duro con respecto a la independencia, por lo que Roosevelt dio marcha atrás.

### Gran Bretaña y Francia

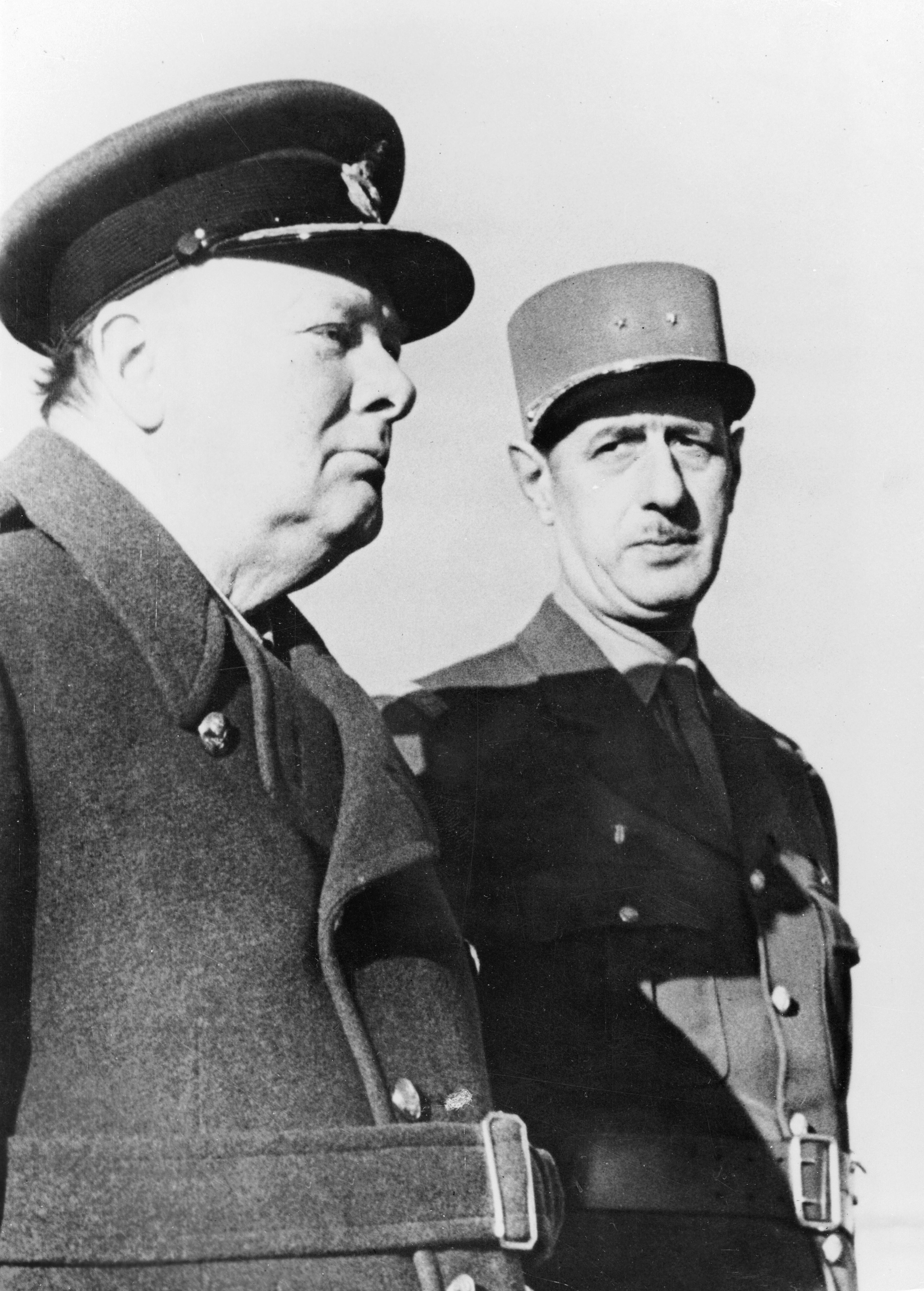
El primer ministro Churchill y el General de Gaulle en Marrakesh, enero de 1944

En la primavera de 1939 tanto en Gran Bretaña y Francia anunciaron formalmente que defenderían la integridad de Polonia. Hitler no creía que lucharían por una causa tan perdida, e invadió Polonia el 1 de septiembre de 1939. Gran Bretaña y Francia declararon la guerra el 3 de septiembre de 1939. Pero no había mucho que se pudiera hacer para ayudar a Polonia. Cuando Alemania comenzó su ataque a Francia en abril de 1940, las tropas británicas y las tropas francesas de nuevo lucharon codo con codo, pero la derrota no tardo en llegar. La Royal Navy evacuó 198.000 británicos y 140.000 soldados franceses en la evacuación de Dunkerque a finales de mayo y principios de junio de 1940. Decenas de miles de tanques, camiones y piezas de artillería fueron dejados atrás, así como todas las radios, ametralladoras, rifles, tiendas de campaña , piezas de repuesto y otros equipos. El nuevo primer ministro Winston Churchill prometió que Gran Bretaña seguirá luchando por la libertad de Francia, incluso aunque debiera hacerlo solo. Después de Mers el Kebir, Gran Bretaña reconoció la Francia libre como su aliado y el gobierno legítimo de Francia. 
Los Estados Unidos mantuvieron relaciones diplomáticas con Vichy (hasta finales de 1942) y evitaron el reconocimiento de la reivindicación de De Gaulle para ser el único gobierno de Francia. Churchill, atrapado entre los EE.UU. y de Gaulle, trató de encontrar un compromiso.

### Gran Bretaña y la Unión Soviética
En octubre de 1944, Churchill y su ministro de Relaciones Exteriores, Anthony Eden, se reunieron en Moscú con Stalin y su ministro de Asuntos Exteriores, Viacheslav Mólotov. Planearon quién controlaría en la posguerra Europa del Este. Estuvieron de acuerdo en dar el 90% de la influencia en Grecia a Gran Bretaña y el 90% en Rumanía a la Unión Soviética. Así mismo la URSS ganó una división del 80% / 20% en Bulgaria y Hungría. Hubo una división 50/50 en Yugoslavia, y no hubo participación de la URSS en Italia.

### Medio Oriente

#### Iraq

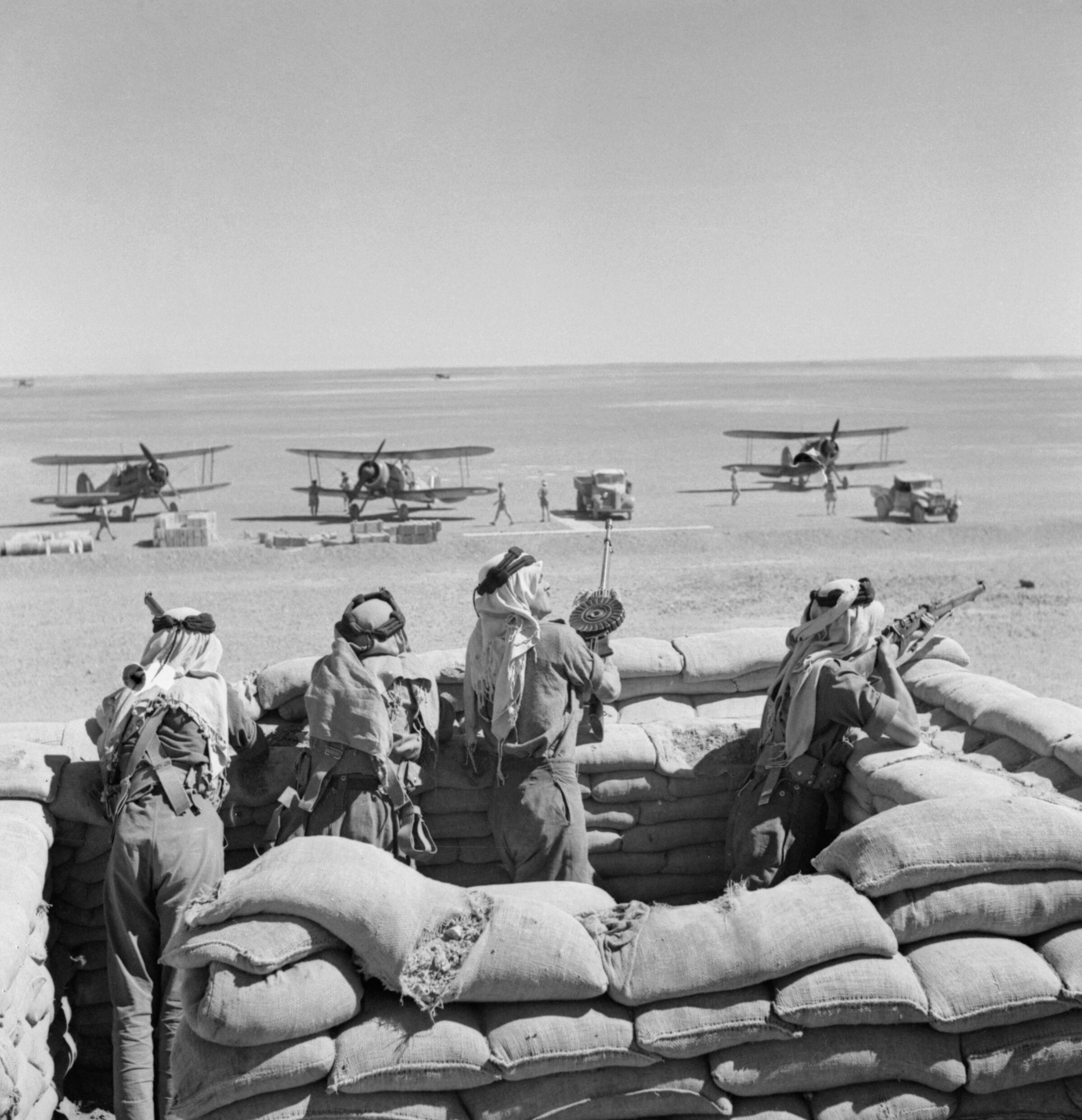
Gloster Gladiators de la RAF recargan en Iraq, 1941

Irak era un país independiente en 1939, con una fuerte presencia británica, especialmente en los campos de petróleo. Irak rompió relaciones con Alemania, pero había un fuerte elemento proalemán. El régimen de Regent 'Abd al-Ilah fue derrocado en 1941 por los oficiales del ejército pronazis Golden Square, encabezados por Rashid Ali. El gobierno pronazi de estar corto fue dominado en mayo de 1941 por las fuerzas británicas en la guerra anglo-iraquí y el Regente volvió al poder. Irak fue utilizado más adelante como base para ataques aliados en Mandato retenida Vichy-Francés de Siria y el apoyo a la invasión anglo-soviética de Irán.

#### Irán (Persia)
En 1939 el dictador de Irán Shah Reza Pahlavi, un oficial del ejército que tomó el control en un golpe de Estado en 1925 y se llamó "sha". Él era un modernizador que tenía poca utilidad para la religión tradicional, pero colaboró con los alemanes. Irán proclamó la neutralidad cuando la guerra comenzó en 1939. Las fuerzas británicas y soviéticas ocuparon Irán en agosto de 1941, depuesto Sha, e impusieron a su hijo Mohammad Reza Shah Pahlavi. Irán, con una población en gran parte rural de 13 millones de dólares, tenía pozos de petróleo y se convirtió en una importante ruta para el envío de suministros militares de los EE. UU. a la Unión Soviética.
En la Conferencia de Teherán de 1943, Stalin, Roosevelt y Churchill emitieron la Declaración de Teherán que garantiza la independencia de la posguerra y las fronteras de Irán. Sin embargo, cuando la guerra terminó en realidad, las tropas soviéticas estacionadas en el noroeste de Irán no sólo se negaron a retirarse, pero respaldados revueltas que establecieron estados separatistas de corta vida, pro-soviéticas nacionales en las regiones del norte de Azerbaiyán y el Kurdistán iraní, el Gobierno Popular de Azerbaiyán y la República de Kurdistán, respectivamente, a finales de 1945. Las tropas soviéticas no se retiraba de Irán adecuada hasta mayo de 1946, después de recibir una promesa de concesiones petroleras. Las repúblicas soviéticas en el norte pronto fueron derrocados y las concesiones petroleras fueron revocados.

### Mancomunidad
Los dominios británicos se unieron en la declaración del 3 de septiembre de la guerra, a excepción de Canadá. En una declaración simbólica de la política exterior autónoma, el primer ministro William Lyon Mackenzie King retrasó la votación del Parlamento sobre una declaración de guerra hasta el 10 de septiembre.
Bretaña generalmente maneja las relaciones diplomáticas de los países de la mancomunidad. Canadá organizó principales conferencias de nivel entre Gran Bretaña y los EE.UU., pero en sí no participaban en las discusiones formales.
Australia, sin embargo, se sintió abandonado por Londres y se trasladó a una estrecha relación con los EE.UU., jugando un papel de apoyo la guerra estadounidense contra Japón. El primer ministro australiano John Curtin dijo, "quiero dejar en claro que Australia ve por América, libre de dolores como a nuestros vínculos tradicionales o parentesco con el Reino Unido." El presidente estadounidense Roosevelt ordenó al general Douglas MacArthur, mover la base estadounidense de las Filipinas a Brisbane, Australia. En septiembre de 1943, más de 120.000 soldados estadounidenses estaban en Australia. Los estadounidenses dieron una cálida bienvenida pero había algunas tensiones. MacArthur trabajó muy de cerca con el gobierno australiano y tomó el mando de las operaciones de combate. La lucha continuó en todo el sudeste de Asia durante los próximos dos años. Cuando la guerra europea fue declarado terminada, Australia y los EE.UU. todavía tenían una guerra para ganar contra Japón. MacArthur promovió una política de "islas griegas" para sus tropas estadounidenses mientras él sugirió que las tropas australianas deberían continuar compensando y deteniendo a los japoneses de Nueva Guinea, Nueva Bretaña, Borneo y Bougainville.

## Estados Unidos
El Presidente Roosevelt trató de evitar la repetición de los errores de Woodrow Wilson en la Primera Guerra Mundial. A menudo hizo exactamente la decisión contraria. Wilson llamó a la neutralidad en el pensamiento y la acción, mientras que Roosevelt dejó en claro que su gobierno favorecía fuertemente Gran Bretaña y China. A diferencia de los préstamos en la Primera Guerra Mundial, los Estados Unidos hicieron donaciones a gran escala de la ayuda militar y económica a los Aliados a través de Préstamo y Arriendo, con poca expectativa de reembolso. Wilson no amplio en gran medida la producción de guerra antes de la declaración de guerra; Roosevelt lo hizo. Wilson esperó la declaración para iniciar un proyecto; Roosevelt comenzó una en 1940. Wilson nunca hizo los Estados Unidos un aliado oficial, pero Roosevelt hizo. Wilson nunca se reunió con los líderes principales aliados, pero Roosevelt hizo. Wilson proclamó política independiente, como se ve en los 14 puntos, mientras que Roosevelt siempre ha tenido una política de colaboración con los aliados. En 1917, Estados Unidos declaró la guerra a Alemania; en 1941, Roosevelt esperó hasta que el enemigo atacara Pearl Harbor. Wilson se negó a colaborar con los republicanos; Roosevelt nombró líderes republicanos para dirigir el Departamento de Guerra y de la Secretaría de Marina. Wilson dejó el general George Pershing tomar las principales decisiones militares; Roosevelt hizo las grandes decisiones en su guerra. Rechazó la idea de un armisticio y exigió la rendición incondicional. Roosevelt menciona a menudo su papel en la administración de Wilson, pero añadió que había beneficiado más de los errores de Wilson que de sus éxitos.

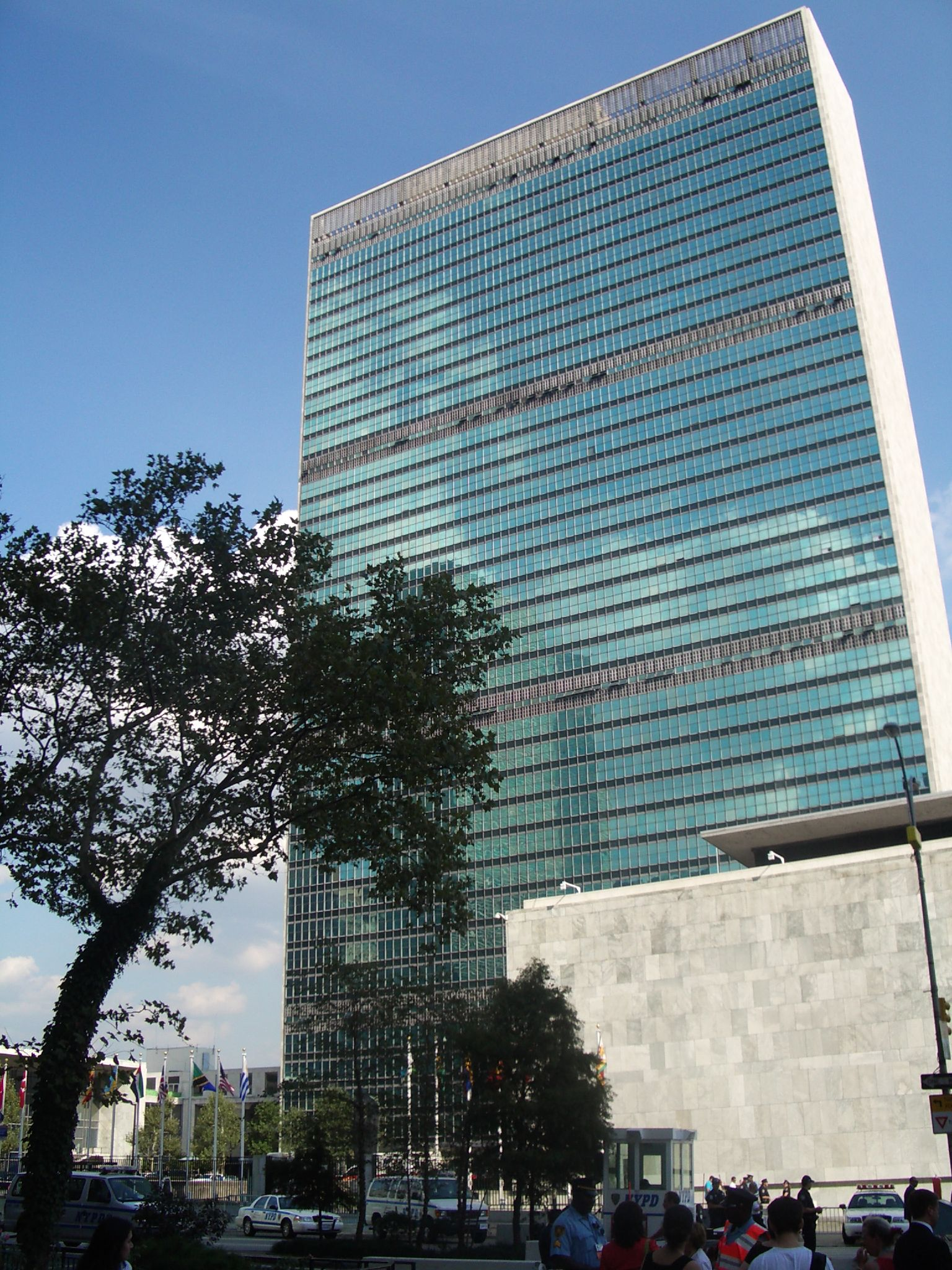
El principal objetivo a largo plazo de la política exterior de Roosevelt durante la guerra fue la creación de unas Naciones Unidas con éxito resolver todos los problemas del mundo

### 1941-42
Después de Pearl Harbor, el sentimiento contra la guerra en Estados Unidos se evaporó durante la noche; La nación ahora se unió a la política exterior. El 11 de diciembre de 1941, Alemania e Italia declararon la guerra a los Estados Unidos, que respondió en especie. Roosevelt y sus asesores militares implementaron una estrategia de guerra con los objetivos de detener los avances alemanes en la Unión Soviética y en el norte de África; lanzar una invasión de Europa occidental con el objetivo de aplastar la Alemania nazi entre dos frentes; y el ahorro de China y derrotar a Japón. La opinión pública, sin embargo, dio prioridad a la destrucción de Japón, por lo que las fuerzas estadounidenses fueron enviados principalmente al Pacífico en 1942.
En las primeras semanas de la guerra, Japón había conquistado las Filipinas, y las colonias británicas y holandesas en el sudeste asiático, la captura de Singapur en febrero de 1942. Además, Japón cortó la ruta de suministro por tierra a China. Los Estados Unidos volaron y suministro a China "sobre la chepa" (Las montañas del Himalaya) a un costo enorme, hasta que una carretera se pudo abrir en 1945.
Roosevelt se reunió con Churchill a finales de diciembre y planificaron una amplia alianza informal entre los EE.UU., Gran Bretaña, China y la Unión Soviética. Esto incluyó el plan de Churchill inicial para invadir el norte de África (llamada Operación gimnasta) y el plan primario de los generales estadounidenses para la invasión de Europa occidental, centrado directamente en Alemania (Operación Sledgehammer). También se llegó a un acuerdo para un mando centralizado y ofensivo en el teatro del Pacífico llamada ABDA (estadounidenses, británicos, holandeses, australianos) para salvar a China y derrotar a Japón. Sin embargo, el Atlántico Primera estrategia estaba intacto, con gran satisfacción de Churchill. El día de Año Nuevo de 1942, Churchill y Roosevelt emitió la "Declaración de las Naciones Unidas", en representación de 26 países de la oposición al Pacto Tripartito de Alemania, Italia y Japón.

## China

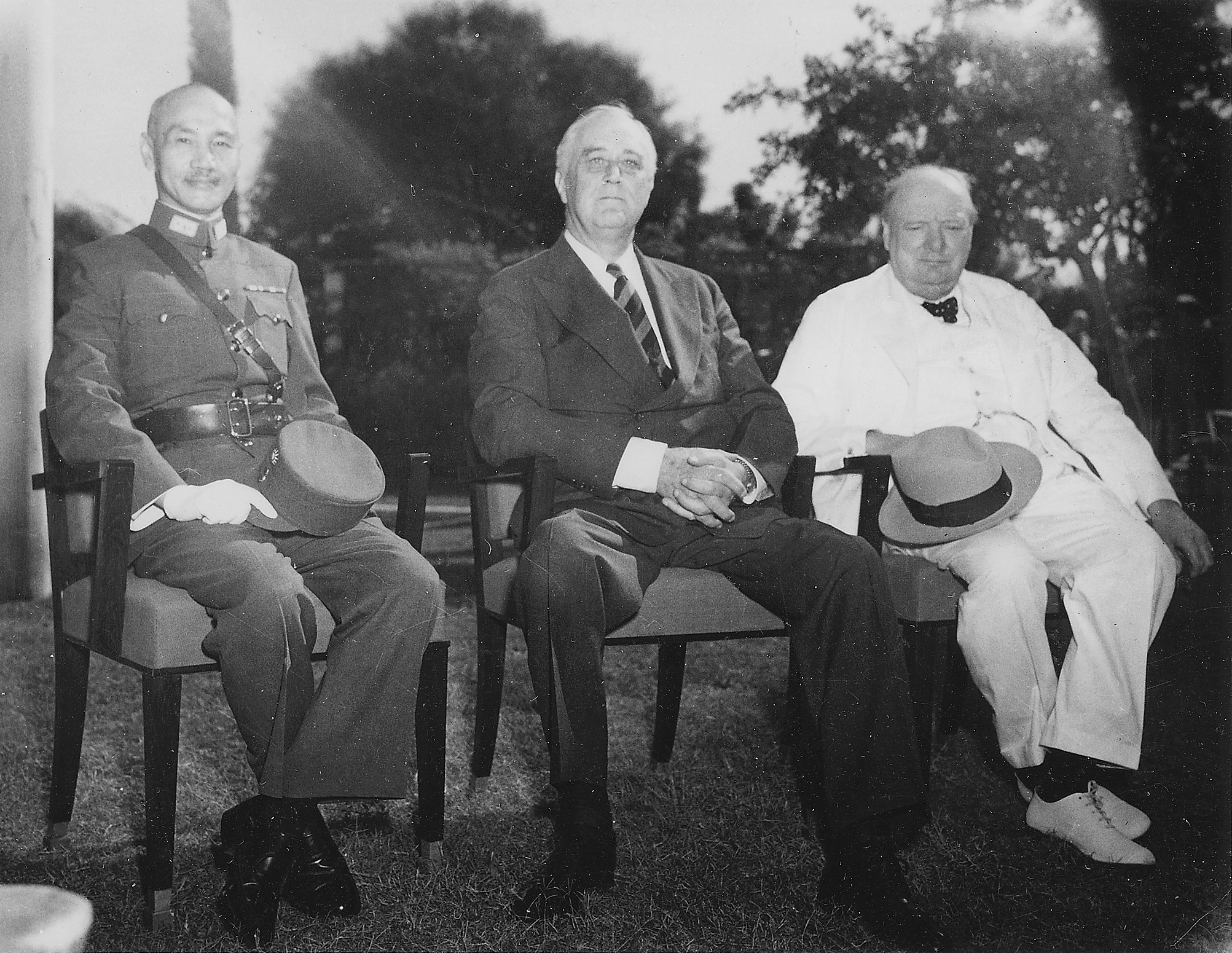
Chiang Kai-shek de China, con Roosevelt y Churchill en la Conferencia de El Cairo en 1943.

Los Estados Unidos fueron firmes partidarios de China después de que Japón la invadiera en 1937. Incluso los aislacionistas que se opusieron a la guerra en Europa apoyaron una línea dura contra Japón. El estallido de la Segunda Guerra Chino-Japonesa en 1937 vio el flujo de la ayuda a la República de China, encabezada por Chiang Kai-shek.
La simpatía del público estadounidense para los chinos fue despertando por los informes de los misioneros, novelistas como Pearl Buck, y la revista Time de la brutalidad japonesa en China, incluidos los informes en torno a la masacre de Nankín, también conocida como la "Violación de Nankín". Las relaciones estadounidenses de origen japonés se agrió aún más por el USS Panay Incidentes durante el bombardeo de Nankín. Roosevelt exigió una disculpa por parte de los japoneses, que fue recibida, pero las relaciones entre los dos países continuó deteriorándose. A principios de 1941 los EE.UU. se dispusieron a enviar aviones estadounidenses volados por pilotos estadounidenses bajo mando estadounidense, pero con uniformes chinos, para combatir a los invasores japoneses e incluso a bombardear ciudades japonesas. Los "Tigres Voladores" bajo Claire Chennault llegó justo cuando los EE.UU. entraron en la guerra.
Para aumentar Chennault 100 P-40 B, 05 1941 Washington decidió enviar 144 Vultee P-48, P-125 de 43 y 66 de Lockheed y Douglas bombarderos medios. El objetivo era dar a China a principios de 1942, una fuerza aérea respetable, a juzgar por las normas del Lejano Oriente, suficiente para "(a) proteger los puntos estratégicos, (b) Permitir al ejército local acción ofensiva, (c) permitir que el bombardeo de las bases aéreas japonesas y el suministro de vertederos en China e Indochina, y el bombardeo de transporte costero y el río, y (d) Permitir atentados incendiarios ocasionales de Japón ".
Un año antes de que los EE.UU. entraran oficialmente en la guerra (después del 7 de diciembre de 1941), Chennault desarrolló un ambicioso plan para un ataque sorpresa sobre bases japonesas. Sus Tigres Voladores usarían bombarderos estadounidenses y pilotos estadounidenses, todos con marcas chinas. El ejército estadounidense se oponía a su esquema, y mantuvo levantando obstáculos, pero fue adoptado por altos funcionarios civiles, incluyendo a Henry Morgenthau, Jr. (el Secretario de Hacienda que financió China) y especialmente el propio presidente Roosevelt, que lo hicieron una alta prioridad para mantener viva de China. Para octubre de 1941, bombarderos y tripulaciones estaban en camino a China. Sin embargo, el ataque estadounidense nunca tuvo lugar. Los bombarderos y tripulaciones llegaron después de Pearl Harbor y se utilizaron para la guerra en Birmania, ya que carecían de la gama para llegar de China .

### Tiempo de Guerra
Después de la declaración formal de guerra en diciembre de 1941, los EE.UU. intensificaron el flujo de ayuda, pero tuvo que ser enviado a través de la India y sobre las montañas del Himalaya porque Japón bloqueó las otras rutas. Acosado por el gobierno de Chiang el cual ahora tenía su sede en Chongqing en remoto. Madame Chiang Kai Shek, que había sido educada en los Estados Unidos, se dirigió al Congreso de Estados Unidos y recorrió el país para conseguir apoyo para China. El Congreso enmendó la Ley de Exclusión China y Roosevelt se trasladó a poner fin a los tratados desiguales. Sin embargo, la percepción de que el gobierno de Chiang, con sus tropas mal equipadas y mal alimentadas no pudieron luchar con eficacia contra los japoneses o que prefería centrarse más en derrotar a los crecientes comunistas. Manos de China como Joseph Stilwell argumentaron que era en interés estadounidense para establecer la comunicación con los comunistas para preparar una contraofensiva invasión terrestre en Japón. La Misión Dixie, que comenzó en 1943, fue el primer contacto oficial americano con los comunistas. Otros estadounidenses, como Claire Chennault, argumentó para poder aéreo. En 1944, el Generalísimo Chiang accedió a la petición de Roosevelt de la toma general americana de todas las fuerzas en la zona, pero exigió que se recordará Stilwell. General Albert Wedemeyer reemplazo a Stilwell, Patrick Hurley se convirtió en embajador, y las relaciones entre EE. UU. y China se convirtieron en mucho más suaves.
Después de la que Segunda Guerra Mundial terminara en 1945, el enfrentamiento fue entre los nacionalistas y los comunistas en una guerra civil a gran escala. El General estadounidense George C. Marshall trató de negociar una tregua, pero no lo consiguió. La posición militar del Kuomintang (nacionalista) empeoró de manera constante y en 1949, los comunistas obtuvieron la victoria y expulsó a los nacionalistas de la parte continental a la isla de Taiwán. y otras islas. Mao Zedong estableció la República Popular de China (PRC) en la China continental, mientras que la República de China en Taiwán se mantiene hasta nuestros días.

## Unión Soviética

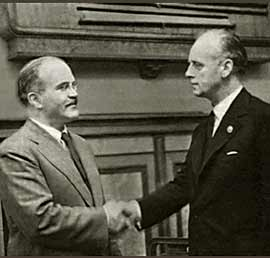
Mólotov se reúne con Joachim von Ribbentrop antes de firmar el pacto germano-soviético de no agresión.

Iósif Stalin controlaba la política exterior de la Unión Soviética, con Viacheslav Mólotov como su ministro de Relaciones Exteriores. Su política era la neutralidad hasta agosto de 1939, seguido de las relaciones de amistad con Alemania con el fin de repartirse Europa del Este. Después de que él ignoró repetidas advertencias, Stalin se sorprendió cuando Hitler invadió en junio de 1941. Stalin no tardó en llegar a un acuerdo con Gran Bretaña y Estados Unidos, consolidado a través de una serie de reuniones en la cumbre. Los EE.UU. y Gran Bretaña suministraron material de guerra en gran cantidad a través de préstamo y arrendamiento.  Había un poco de coordinación de la acción militar, sobre todo en verano de 1944. Al final de la guerra el tema central era si Stalin permitiría elecciones libres en Europa oriental.

## Francia

### República Francesa
Francia y Gran Bretaña colaboraron estrechamente en 1939, y juntos declararon la guerra a Alemania dos días después de que invadió Polonia. Aparte de los dominios británicos (Canadá, Australia, Nueva Zelanda y Sudáfrica), ninguna nación independiente se unió a su causa. Gran Bretaña y Francia tomaron una postura defensiva, por temor a los ataques aéreos alemanes sobre ciudades. Francia tenía esperanza que la Línea Maginot los protegería de una invasión. Entre la caída de Polonia a mediados de septiembre y en la primavera siguiente hubo pocos combates, era la llamada "guerra falsa" en Gran Bretaña  y en Francia "Drôle de guerre" - el tipo divertido de la guerra - . Gran Bretaña intentó por la vía diplomática en varias ocasiones la paz, pero Hitler no respondió.
Cuando Alemania tuvo oportunidad, lanzó su guerra relámpago contra Dinamarca y Noruega. Luego invadió los Países Bajos y engañó a Gran Bretaña y Francia, con el señuelo de que enviaría a sus mejores unidades de combate a los Países Bajos, fue así que el ejército franco-inglés quedó atrapado en la batalla de Francia en mayo de 1940. La Royal Navy rescató a más de 300.000 soldados británicos y franceses de Dunkerque, pero dejó detrás todo el equipo.

### La Francia de Vichy
París cayó en manos de los alemanes el 14 de junio de 1940, y el gobierno Francés firmó  el armisticio del 22 de junio de 1940. La Alemania nazi ocupó las tres quintas partes del territorio de Francia, dejando el resto bajo el nuevo gobierno de Vichy. Alemania controlaba toda la economía Francesa, y exigió enormes aportaciones en oro y alimentos. Sin embargo casi 2 millones de soldados Franceses se convirtieron en prisioneros de guerra en Alemania; sirvieron como rehenes y obreros en las fábricas alemanas, sujetos a trabajo obligatorio. Los Estados Unidos se percataron de que Alemania pronto tendría bajo su control a toda Europa, es por ello y previendo la inevitable confrontación con las potencias del eje Berlin-Tokio-Roma decidido activar y modernizar al Ejército y Fuerza Aérea, y ampliar su Armada. La simpatía con Gran Bretaña era alta, y muchos estaban dispuestos a enviar pertrechos de guerra y alimentos, pero pocos estadounidenses decidieron participar directamente en la guerra.

Teóricamente la Francia de Vichy era neutral, pero en la práctica fue controlada por Alemania, hasta noviembre de 1942 cuando Alemania tomó el control total. Vichy era intensamente conservadora y anticomunista, pero estaba prácticamente indefensa. Vichy finalmente se derrumbó cuando los alemanes huyeron en verano 1944..

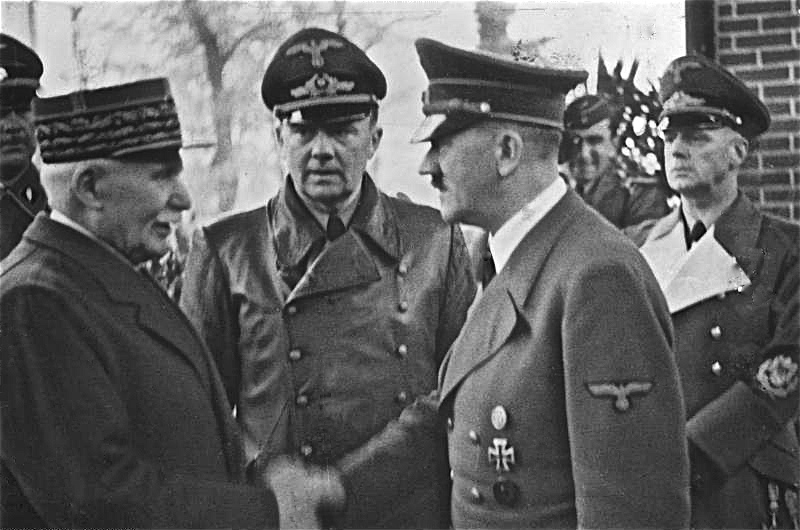
Jefe colaboracionista francés del mariscal Pétain dándose la mano con el alemán Fürer Hitler en Montoire en 24 de octubre de 1940.

Los Estados Unidos otorgaron al gobierno de Vichy reconocimiento diplomático completo, enviando al almirante William D. Leahy a París como embajador de Estados Unidos. El Presidente Roosevelt esperaba usar la influencia estadounidense para alentar algunos elementos en el gobierno de Vichy a que se opusieran a la colaboración militar con Alemania. Vichy aún controlaba sus colonias de ultramar y Washington alentó a Vichy a resistir las demandas alemanas de utilizar territorio Sirio como bases aéreas o para mover suministros de guerra a través del África del Norte Francesa. La posición esencial de Estados Unidos fue que Francia no debería tomar ninguna acción bélica por los términos explícitos del armisticio y que podrían afectar negativamente a los esfuerzos de los aliados en la guerra contra Alemania. Cuando Alemania tomó el control total de Francia los EE.UU. y Canadá cortaron sus lazos con Vichy.

#### Flota Francesa
Gran Bretaña temió que la flota naval Franc8esa pudiera terminar en manos alemanas y ser utilizada en contra de sus propias fuerzas navales, que eran tan vitales para mantener el envío de pertrechos y suministros a través del Atlántico norte. Bajo los términos del armisticio, Alemania le había permitido conservar la Marina Francesa, bajo condiciones estrictas. Vichy se comprometió a que la flota no caería en manos de Alemania, pero se negó a enviar la flota más allá del alcance de Alemania, enviándola a Gran Bretaña o lejos de Francia en territorios del imperio francés como las Indias Occidentales. Poco después Inglaterra atacó un gran contingente naval de la Marina Francesa en Mers-el-Kebir, matando a 1.297 militares Franceses. Vichy rompió relaciones diplomáticas, pero no declaró la guerra a Gran Bretaña. Churchill ordenó también que barcos Franceses atracados en los puertos británicos fueran embargados por la Royal Navy. La escuadra Francesa en Alejandría, Egipto, al mando del almirante René-Emile Godfroy, fue internada y desmilitarizada de manera efectiva hasta 1943.
La posición estadounidense hacia la Francia de Vichy y de la Francia libre era inconsistente. El presidente Roosevelt no le gustaba y desconfiaba del Gral.De Gaulle, y estuvo de acuerdo con la opinión del Embajador Leahy que él era un "aprendiz de dictador".

#### Norte de África
A finales de 1942, los EE.UU. se preparában para un desembarco en el norte de África y  buscaron un aliado militar francés de alto grado, con reputación y respeto por las tropas francesas; resultó ser Henri Giraud. El Comandante de las fuerzas armadas Francesas de l Gobierno de Vichy en Casa Blanca era el Almirante François Darlan, este fue capturado y apoyó a los estadounidenses. Los aliados, con el general Dwight D. Eisenhower a cargo, firmó un acuerdo con el almirante Darlan el 22 de noviembre de 1942 en la que los aliados reconocieron a Darlan como alto comisionado para África del Norte y África Occidental. El mundo Aliado se sorprendió al ver como un hombre que días antes había estado colaborando con los nazis se le otorgó un mando tan importante en el Norte de África; Roosevelt y Churchill apoyaron a Eisenhower, ya que él estaba siguiendo un plan en el que había trabajado en Londres y había sido aprobado por Roosevelt y Churchill. Darlan fue asesinado el 24 de diciembre de 1942, por lo que Washington se volvió de nuevo hacia el Gral. Giraud, que fue hecho Alto Comisionado Francés del Norte y África Occidental. Giraud no pudo construir una base política y fue desplazado por el último hombre con el que Roosvelt hubiera querido tratar, Gral. De Gaulle.

### Francia Libre
Francia Libre fue el gobierno francés insurgente con sede en Londres y las colonias Francesas de ultramar y dirigido por el carismático general Charles de Gaulle. Él era el oficial de más alto rango militar francés en rechazar la rendición junio de 1940 ("Armisticio") y se opuso al gobierno de Vichy del mariscal Henry Pétain. Desde Londres el 18 de junio de 1940 se dio un apasionado discurso radial exhortando a los patriotas Franceses para resistir la Alemania nazi Organizó las Fuerzas Francesas Libres con soldados y marinos que habían escapado junto a los británicos en Dunkerque. Con el apoyo militar británico la Francia Libre ganó gradualmente el control de todas las colonias Francesas, excepto Indochina, que los japoneses controlaban. Los EE.UU., Gran Bretaña y Canadá mantenía las relaciones con el gobierno de Vichy para tener el control nominal de las pequeñas islas de St. Pierre y Miquelon por razones de prestigio, pero de Gaulle las incauto de todos modos a finales de 1941.
Cuando los británicos y los estadounidenses desembarcaron en Francia en junio de 1944 de Gaulle dirigió un gobierno en el exilio con sede en Londres, pero él siguió creando problemas diplomáticos para los EE.UU. y Gran Bretaña. Se negó a permitir que los soldados Franceses desembarcar junto a los aliados el Día D, e insistió en que Francia se tratará como una gran potencia por los otros aliados, y que él mismo era el único representante de Francia. Churchill, atrapado entre los EE.UU. y de Gaulle, trató de encontrar un compromiso. Los EE.UU. y Gran Bretaña permitieron a de Gaulle el honor de ser el primero en marchar a París a la cabeza de su ejército después de que los alemanes habían huido.

## Neutrales
Los principales neutrales fueron Irlanda, Portugal, España, Suecia, Suiza y Turquía. La Unión Soviética fue oficialmente neutral hasta junio de 1941 en Europa, y hasta agosto de 1945 en Asia, cuando atacó Japón en cooperación con los EE.UU.

### Iberoamérica

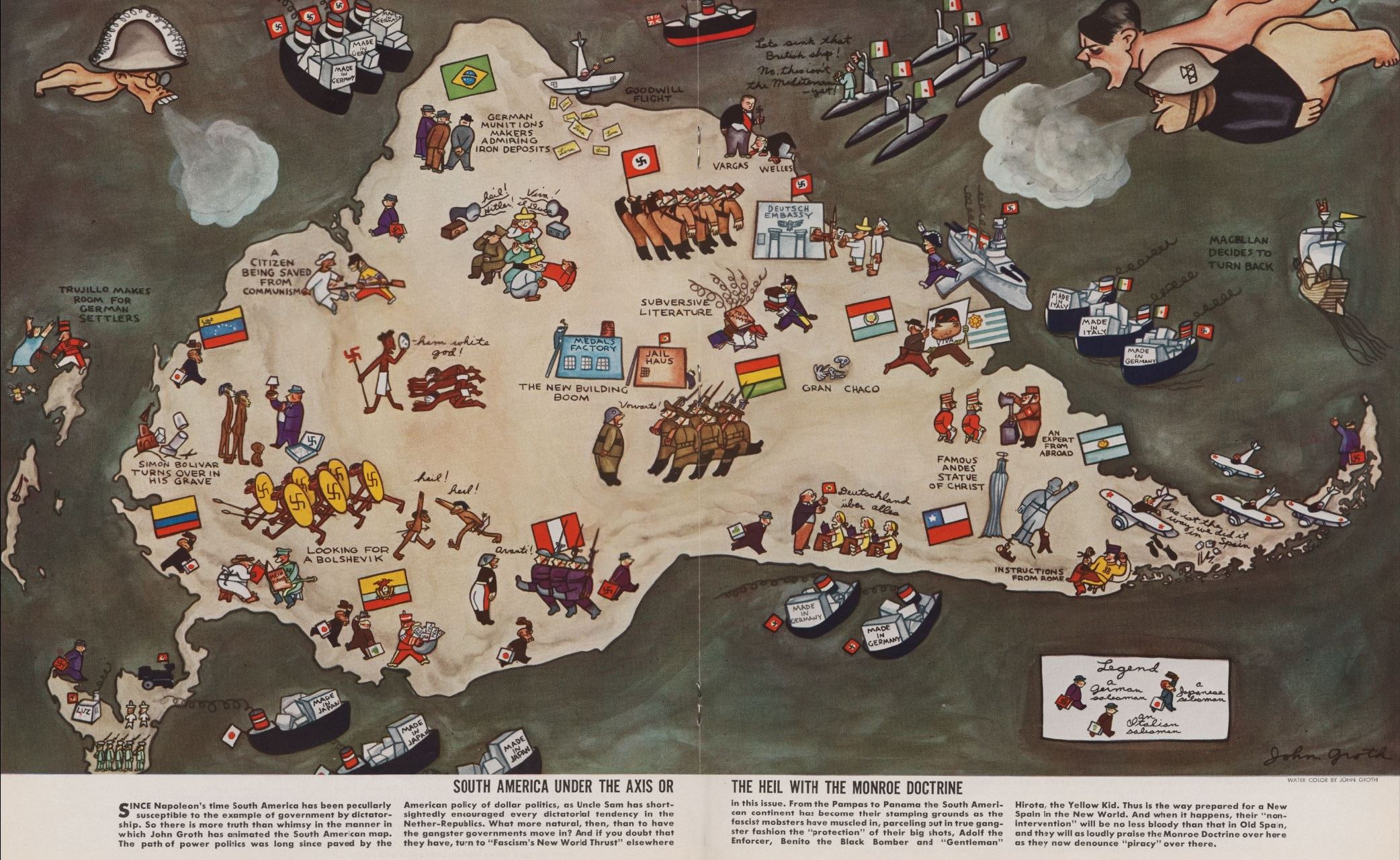
Mapa satírico de la revista Ken de 1938 ataca la intrusión comercial, cultural y militar en Sudamérica de los "gobiernos gángsters" de Alemania, Italia y Japón, "mafiosos fascistas" que se han "metido a la fuerza". Las viñetas muestran detalles de las actividades del Eje en los países de la región latinoamericana (en inglés).

Los EE.UU. creyeron, erróneamente, que Alemania tenía un plan maestro para subvertir y tomar el control de la economía de gran parte de América del Sur. Washington hizo la actividad antinazi una alta prioridad en la región. En julio de 1941, el Presidente Franklin Delano Roosevelt autorizó la creación de la Oficina del Coordinador de Asuntos Interamericanos (OCIAA) en respuesta a los esfuerzos de propaganda percibidos en América Latina por Alemania e Italia. Mediante el uso de noticias, medios de difusión de cine y radio en los Estados Unidos, Roosevelt buscó mejorar su Política de buena vecindad, promover el Panamericanismo y prevenir la hostilidad militar en América Latina mediante el uso de la diplomacia cultural. Tres países se sumaron activamente al esfuerzo de guerra, mientras que otros rompieron relaciones o declararon la guerra nominal. Cuba declaró la guerra en diciembre de 1941 y ayudó activamente en la defensa del Canal de Panamá. No envió fuerzas a Europa. México declaró la guerra a Alemania en 1942 después de que submarinos alemanes hundieran buques petroleros mexicanos que transportaban petróleo crudo a los Estados Unidos. México envió el escuadrón aéreo de pelea 201, con 300 hombres para la guerra en el Pacífico contra Japón en 1945.  Brasil declaró la guerra a Alemania e Italia el 22 de agosto de 1942 y envió una fuerza de infantería de 25700-hombres que luchó principalmente en el frente italiano, desde septiembre de 1944 hasta mayo de 1945. Su Armada y Fuerza Aérea actuaron en el Océano Atlántico.

#### Argentina
Argentina organizó un movimiento paramilitar muy fuerte, pronazi antes de la guerra que fue controlado por los embajadores alemanes. Brasil, Chile y México tuvieron movimientos más pequeños. La política exterior de Estados Unidos trabajó para unir a toda América Latina en una coalición contra Alemania. Argentina se demostró recalcitrante, y los EE.UU. trabajaron para socavar el gobierno argentino. La política estadounidense fracasó cuando los militares tomaron el poder en un golpe de Estado en 1943. Las relaciones empeoraron hasta el punto de que Washington consideró seriamente el aislamiento económico y diplomático de Argentina y trató, sin éxito, de mantenerla fuera de las Naciones Unidas en 1945. Los historiadores están de acuerdo en que la supuesta afinidad entre Argentina y Alemania era muy exagerados.
El gobierno argentino se mantuvo neutral hasta los últimos días de la guerra, pero en voz baja toleraban la entrada de líderes nazis que huían de Alemania, Bélgica y la Francia de Vichy en 1945. En efecto, una teoría de la conspiración creció después de la guerra que exageró enormemente los números nazis y cantidad de oro que trajeron. Los historiadores han demostrado que había poco oro y probablemente no muchos nazis, pero los mitos viven.

### Estados Bálticos
A pesar de declarar la neutralidad de los estados bálticos fueron en secreto asignados a la esfera de influencia soviética a través del pacto Molotov-Ribbentrop y posteriormente ocupadas por la Unión Soviética y la Alemania nazi. Legaciones diplomáticas continuaron representando los estados bálticos durante todo el período. Los Estados Unidos nunca reconoció control por parte de los alemanes o URSS.

### Irlanda
Irlanda trató de ser estrictamente neutral durante la guerra, y se negó a permitir que Gran Bretaña utilizara sus bases. Sin embargo, tuvo grandes ventas de las exportaciones a Gran Bretaña, y decenas de miles se unió a las fuerzas armadas británicas.

### Portugal
Portugal fue oficialmente neutral, pero en la práctica su dictador, Salazar, colaboró con los británicos y les vendió caucho y tungsteno,. A finales de 1943 permitió a los aliados establecer bases aéreas en las Azores para luchar contra los submarinos. Él ayudó a España a evitar el control alemán. El tungsteno era un producto importante, y se lo vendió a Alemania; se detuvo en junio de 1944, cuando la amenaza de una invasión alemana de Portugal ya no era posible. Trabajó para recuperar el control de Timor Oriental después de que los japoneses se apoderaron de ella. Admitió varios miles de refugiados judíos. Lisboa mantuvo conexiones aéreas con Gran Bretaña y los EE.UU. Lisboa fue un hervidero de espías y sirvió como base para la Cruz Roja Internacional en su distribución de suministros de socorro a los prisioneros de guerra.

### España

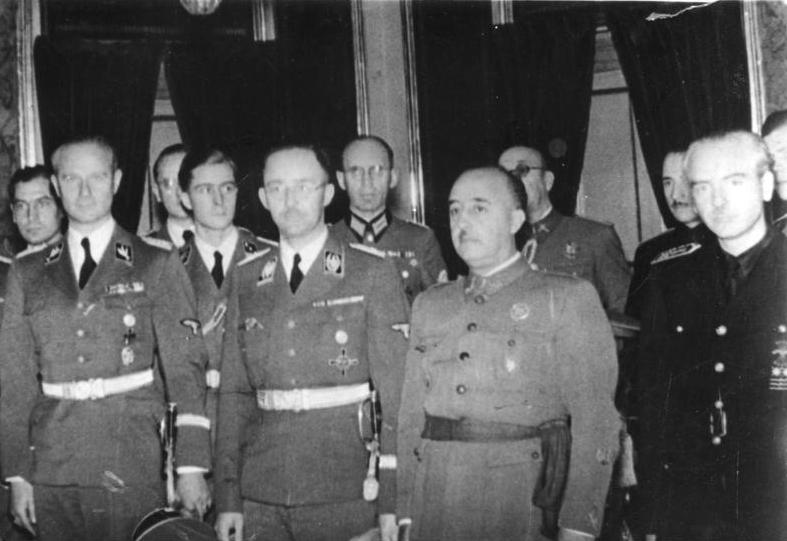
Líderes nazis (desde la izquierda) Karl Wolff y Heinrich Himmler, se reúnen con el dictador español Francisco Franco y su ministro de Relaciones Exteriores, Serrano Súñer en Madrid, octubre de 1940.

Los líderes nazis pasaron gran parte de la guerra intentando persuadir al régimen de Franco para entrar en la guerra y permitir que el ejército alemán marchara sobre Gibraltar. Las propuestas fueron inútiles. Franco era cordial pero permaneció enfáticamente neutral. Sin embargo, España necesitaba pagar su deuda pasada a Alemania. Por lo tanto, Franco aportó diversos tipos de apoyo a Italia y Alemania. Vendió suministros Alemania, especialmente wolframio, el mineral de tungsteno difíciles de encontrar. Formó 45.000 voluntarios en la División Azul, que luchó exclusivamente en el frente oriental.
España era neutral y negociaba también con los aliados. Alemania tenía un interés en apoderarse de la fortaleza clave de Gibraltar, pero Franco estacionó su ejército en la frontera Francesa para disuadir a Alemania de que ocupara la península ibérica. Franco mostró pragmatismo y su determinación de actuar principalmente en los intereses de España, en la cara de la presión económica de los aliados, exigencias militares del Eje, y el aislamiento geográfico de España. A medida que avanzaba la guerra se convirtió en más de línea dura hacia Alemania y más atento a los aliados..

### Suecia
Suecia se mantuvo neutral durante la guerra, evitando el destino de sus vecinos, ocupó Noruega y derrotó a Finlandia. La historiografía dominante durante décadas después de la guerra ignora cuestiones del Holocausto y dependía del argumento "pequeña realista Estado". Sostuvo que esa neutralidad y la cooperación con Alemania era necesaria para la supervivencia, para Alemania era mucho más poderosa, las concesiones eran limitadas y sólo se hicieron cuando la amenaza era demasiado grande; la neutralidad fue doblada pero no roto; la unidad nacional era de suma importancia; y en todo caso Suecia tenía el derecho neutral al comercio con Alemania. Alemania necesitaba hierro sueco y no tenía nada que ganar y mucho que perder de hierro por una invasión. La nación estaba dirigida por un gobierno de unidad que incluye todos los principales partidos en el Riksdag. Sus líderes clave incluyen el Primer Ministro Per Albin Hansson, y el canciller cristiano Günther. El rey Gustavo V tenía inclinaciones pronazis que el gobierno tenía que mantener a raya.

### Suiza
Suiza fue neutral y hacía negocios con ambas partes. Movilizó a su ejército para defenderse contra cualquier invasión. Los alemanes hicieron hacer planes, pero nunca invadieron. Separados de los aliados, el comercio suizo era sobre todo con Alemania, con los bancos suizos en un lugar favorito para los nazis para almacenar su botín. Los suizos dependían del permiso alemán para importar sus alimentos y combustible. Contrabando herramientas de alta precisión y armas (como cojinetes joya, diamante muere, y cronógrafos) a Gran Bretaña se llevó a cabo a gran escala. Suiza se convirtió en un centro conveniente para espías y espionaje.
Los bancos suizos le pagaron a Alemania 1.300 millones de francos suizos por el oro; Alemania utilizó los francos para comprar suministros en el mercado mundial. Sin embargo, gran parte del oro fue saqueado y los aliados advirtieron a Suiza durante la guerra. En 1947, Suiza pagó 250 millones de francos a cambio de la retirada de sus derechos relacionados con el papel suizo en las transacciones de oro..
Suiza tomó 48.000 refugiados durante la guerra, de los cuales 20.000 eran judíos. También se alejaron unos 40.000 solicitantes de la condición de refugiado.
El papel de Suiza en relación con la Alemania nazi se convirtió altamente controversial en la década de 1990..  Wylie dice, "Suiza ha sido ampliamente condenado por su participación en la guerra. Ha sido acusado de instigar el genocidio, al negarse a ofrecer refugio a las víctimas de Hitler, financiando la economía de guerra nazi, y cruelmente se benefician de las acciones asesinas de Hitler al apoderarse de los activos de los que perecieron en los campos de la muerte ". Por otra parte, Churchill le dijo a su ministro de Relaciones Exteriores a finales de 1944: 
"De todos los neutrales, Suiza tiene el gran derecho de distinción. Ella ha sido la única fuerza internacional que une a las naciones-horribles y a nosotros mismos. ¿Qué importa si ha sido capaz de darnos las ventajas comerciales que deseamos o ha dado demasiados para los alemanes, para mantenerse con vida? Ella ha sido un Estado democrático, de pie por la libertad en defensa propia entre sus montañas, y en el pensamiento, a pesar de la raza, en gran parte de nuestro lado ".

### Turquía

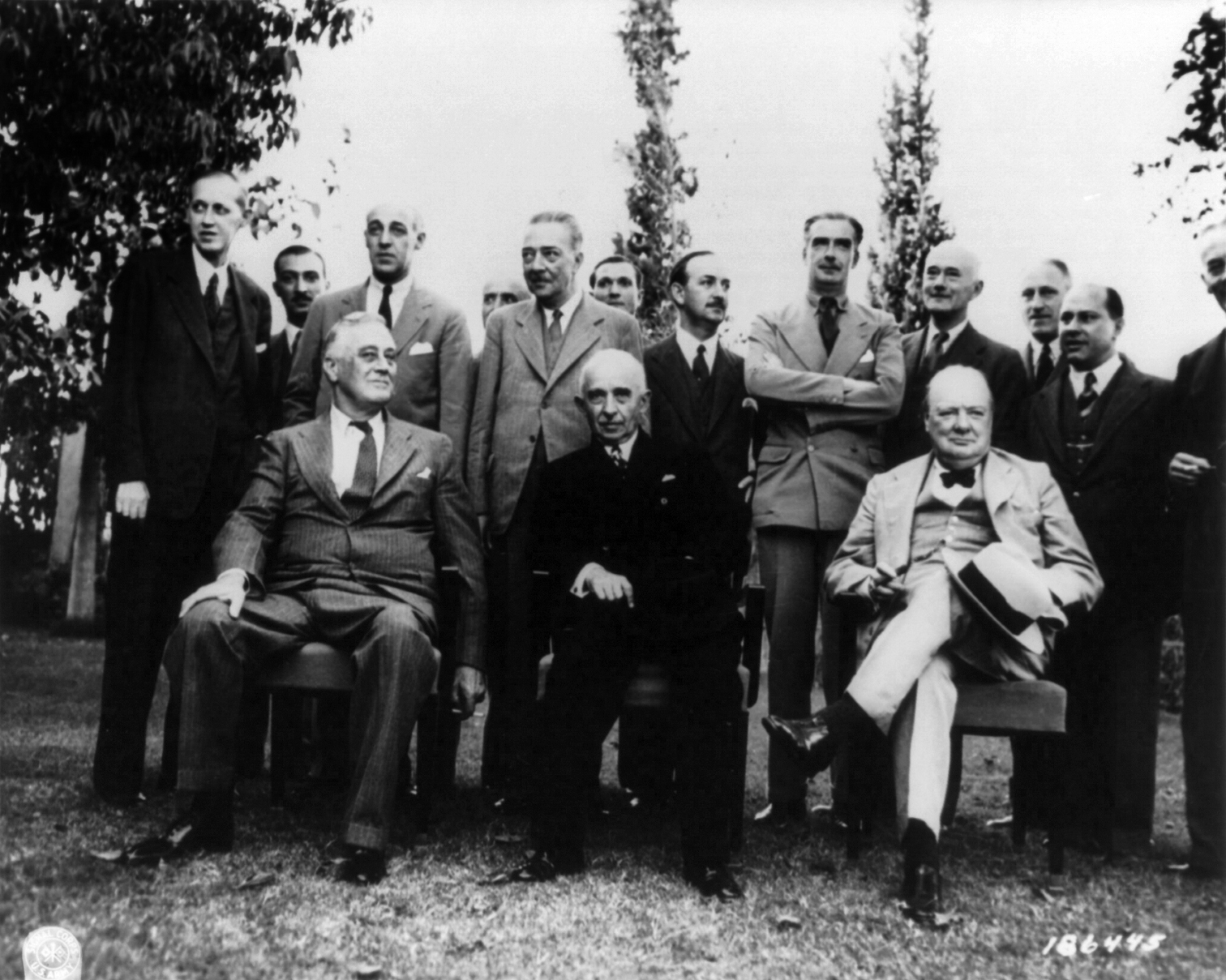
Roosevelt, İnönü de Turquía y Churchill en la Segunda Conferencia de El Cairo, que se celebró entre 4 a 6 de diciembre de 1943.

Turquía fue neutral en la guerra, pero firmó un tratado con Gran Bretaña y Francia en octubre de 1939 que decía que los aliados defenderían a Turquía si Alemania los atacaba. El acuerdo se ha mejorado con los préstamos de ₤ 41 millones. Una invasión fue amenazada en 1941, pero no fue así y Ankara se negó a peticiones alemanas para permitir que las tropas crucen sus fronteras en Siria o en la URSS. Alemania había sido su mayor socio comercial antes de la guerra, y Turquía continuo a hacer negocios con ambos lados. Compró armas de ambos lados. Los aliados trataron de detener las compras alemanas de cromo (utilizado en la fabricación de mejor acero). A partir de 1942 los aliados proporcionan ayuda militar y presionaron para una declaración de guerra. El presidente de Turquía se reunió con Roosevelt y Churchill en la Conferencia de El Cairo en noviembre de 1943, y se comprometió a entrar en la guerra cuando estuveria totalmente armado. Para agosto de 1944, con Alemania a punto de la derrota, Turquía rompió relaciones. En febrero de 1945, declaró la guerra a Alemania y Japón, una medida simbólica que permitió a Turquía unirse a las Naciones Unidas. Mientras tanto, las relaciones con Moscú empeoraron, estableciendo el escenario para la Doctrina Truman de 1947 y el inicio de la Guerra Fría.

## El Eje

Animación el teatro europeo.

Los dictadores de Alemania e Italia, Hitler y Mussolini, tenían numerosas conferencias. Ni jamás se reunió con los principales líderes japoneses. El embajador de Japón a Alemania manejaba muchas de las negociaciones entre Alemania y Japón, pero sus mensajes codificados a casa fueron interceptados y descifrados por los Estados Unidos a partir de 1941. Los Estados Unidos los compartieron con Gran Bretaña. Ellos revelaron importantes planes alemanes.

### Alemania
La política exterior de Alemania durante la guerra supuso la creación de gobiernos aliados bajo el control directo o indirecto de Berlín. Un objetivo principal fue la obtención de soldados de los aliados de alto nivel, como Italia y Hungría, millones de trabajadores y un amplio suministro de alimentos de aliados serviles, como la Francia de Vichy.  En el otoño de 1942, había 24 divisiones de Rumania en el frente oriental, 10 de Italia y 10 en Hungría.  Cuando un país ya no era confiable, Alemania asumía el control total, como lo hizo con Francia en 1942, Italia en 1943, y Hungría en 1944. El control total permitió a los nazis lograr su gran prioridad de los medios al asesinar a toda la población judía. Aunque Japón fue oficialmente un poderoso aliado, la relación era distante y había poca coordinación o cooperación, tales como la negativa de Alemania a compartir la fórmula secreta para hacer aceite sintético a partir del carbón hasta el final de la guerra.

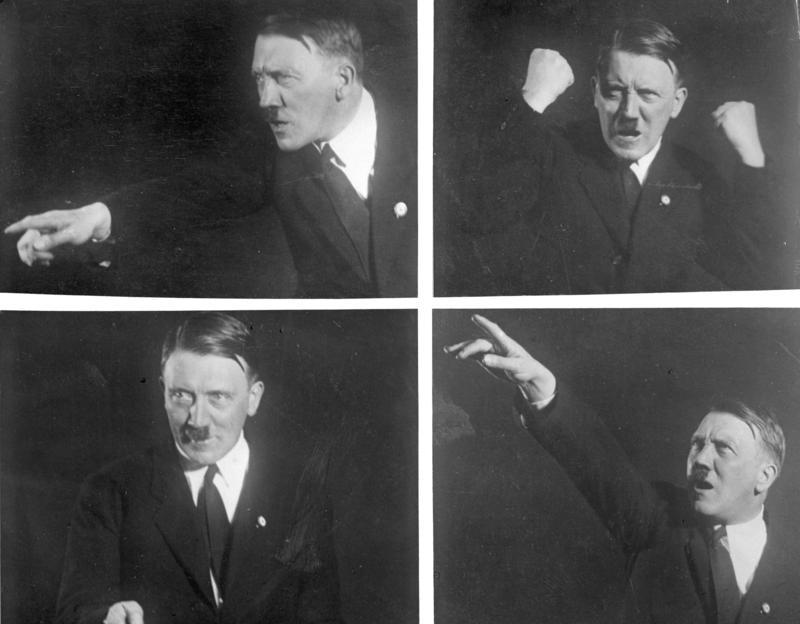
Hitler en acción

DiNardo argumenta que en la política exterior de Europa, Alemania era disfuncional durante la guerra, como Hitler trató a cada aliado por separado, y se negó a crear cualquier clase de combinado que sincronizara las políticas, los armamentos y estrategias. Italia, Finlandia, Rumania, y Hungría, cada uno trato con Berlín por separado, y nunca coordinaron sus actividades. Alemania se mostró necio a compartir sus potentes sistemas de armas, o para capacitar a los funcionarios del Eje. Hubo algunas excepciones, como la estrecha colaboración entre las fuerzas alemanas e italianas en el norte de África.

#### Hitler
Hitler dedicado la mayor parte de su atención durante la guerra a los asuntos militares y diplomáticos. Con frecuencia se reunió con líderes extranjeros, como el 10 de enero de 1943 se reunió con el primer ministro rumano Marshal Ion Antonescu con sede en el campo alemán, con los generales de alto rango de ambos lados. El 9 de agosto de 1943, Hitler convocó al zar Boris III de Bulgaria a una reunión tormentosa con sede en el campo, y exigió que declarara la guerra a Rusia. El zar se negó, pero lo hizo de acuerdo en declarar la guerra a la lejana Bretaña. Informes de prensa estadounidenses declararon que Hitler trató de golpearlo y el zar sufrió un ataque al corazón en la reunión; murió tres semanas después.

#### Labor Forzada
La política alemana era no utilizar o construir fábricas en Europa del Este ocupado, pero para mover a millones de trabajadores en fábricas y granjas alemanas. Algunos se vieron obligados, en algún lugar de forma voluntaria (en busca de alimento), otros eran prisioneros de guerra. Fueron seguidos de cerca, tenía la mala alimentación y la vivienda, y fueron tratados con dureza. Su moral y los niveles de producción eran mediocres o pobres. En el pico de los trabajadores forzados componen el 20% de la fuerza de trabajo alemán. Contando las muertes y el volumen de negocios, a unos 15 millones de personas se vieron obligadas a trabajar en un momento u otro durante la guerra. La mayoría procedían de Polonia, Rusia y otras áreas de Oriente; todos fueron repatriados al final de la guerra.  Vichy Francia fue uno de los pocos países en que era capaz de tener mucha influencia la política alemana, ya que trató de proteger a los casi dos millones de soldados franceses manteniéndolos como prisioneros de guerra dentro de Alemania. Vichy arregló un acuerdo por el cual Alemania lanzaría un prisionero de guerra por cada tres francés que se ofreció como voluntario para trabajar en Alemania.

#### Polonia
En enero de 1934 Alemania firmó un pacto de no agresión con Polonia seguido de un tratado sobre el comercio a finales de año. En la primavera en la que Hitler estaba considerando abiertamente los incentivos que podría tener y lo que podía ofrecer para obtener una alianza militar con Polonia. Entre 1919 y 1939 Polonia siguió una política de equilibrio entre la Unión Soviética y la Alemania nazi y de tratados de no agresión obtenidos con el anterior.
A principios de 1939 Hitler quería que Polonia se uniera al Pacto Anti-Comintern como un estado satélite en la preparación de la invasión alemana de la Unión Soviética. Steiner afirma que Hitler "quería negociar un acuerdo con el coronel Beck, Polonia todopoderoso ministro de Relaciones Exteriores, que traería a Danzig y el corredor polaco de nuevo en el Reich, pero manteniendo a Polonia como un amigo." Hitler ofreció a Polonia un nuevo pacto de no agresión y el reconocimiento de sus fronteras actuales si accedía a permitir que la ciudad alemana inhabitada de Danzig regresar a Alemania, así como permitir una carretera que conecta Alemania extraterritorial adecuada con Danzig y Prusia Oriental pasando por territorio polaco . Polonia rechazó las propuestas. Para Polonia estas demandas significaron perder la independencia; Danzig en sí mismo no era el tema principal. En marzo de Hitler había renunciado a los polacos y en abril comenzó a planear una invasión.
Polonia tenía pocos amigos en el ámbito internacional. Dos acontecimientos críticos tomaron a Polonia por sorpresa. A finales de marzo de 1939 Gran Bretaña y Francia anunciaron que si Alemania invadía Polonia le declararían la guerra. En términos de ayudar a Polonia militarmente en una guerra real, todo el mundo se dio cuenta de que muy poco se podía hacer porque los militares británicos y los franceses pensaron que si Alemania invadió "la resistencia polaca se derrumbaría en las primeras etapas de la lucha." Ni "estaba pensando en cualquier acción ofensiva en el Oeste."  Su esperanza era que la amenaza de una guerra en dos frentes disuadiría a Alemania. Hitler creía que Gran Bretaña y Francia trataban de engañarlo, pero él manejó el problema Soviético a finales de agosto, por un acuerdo de alianza con Stalin, que incluía disposiciones secretas para particionar Polonia y dividir gran parte de Europa del Este de verdad. La oferta británica y francesa no era un engaño, lo hicieron efectivo y declararon la guerra a Alemania cuando invadió Polonia el 1 de septiembre, pero no estaba en condiciones de proporcionar ayuda seria.
Polonia tenía un ejército de un millón de hombres, pero quedó muy lejos en términos de liderazgo, capacitación y equipamiento. El presupuesto militar polaco era el 2% del de Alemania; su general en jefe, el Marshal Smigly-Rydz no estaba bien preparado para el desafío. El Ejército Rojo soviético invadió Polonia sin una declaración formal de guerra el 17 de septiembre de 1939, inmediatamente después de la guerra no declarada entre la Unión Soviética y el Imperio del Japón en las batallas de Khalkhin Gol (Nomonhan) en el Lejano Oriente habían terminado. A continuación, Polonia fue dividida entre Alemania y la Unión Soviética.

#### Grupos fascistas en todo el mundo
Durante la guerra de la Alemania nazi cultivó relaciones con los grupos de la derecha fascista y extremas en territorio neutral y controlada por los aliados como el Ossewabrandwag, una organización paramilitar Afrikáner basado en el Partido Nazi.

### Italia
La política aliada era ser amable con Benito Mussolini, el dictador fascista de Italia, con la esperanza de que o se quedara neutral o moderando los planes de expansión de Hitler. Sin embargo, en mayo de 1939, se unió al Eje con Alemania, la firma del Pacto de Acero. Cuando Francia estaba en las últimas etapas del colapso, Mussolini entró en la guerra y ganó un botín. Él trajo a lo largo de una poderosa armada que podía desafiar a los británicos por el control del Mediterráneo. Roosevelt denunció el movimiento: "En este día 10 de junio de 1940, la mano que sostenía la daga se ha golpeado en la parte posterior de su vecino."

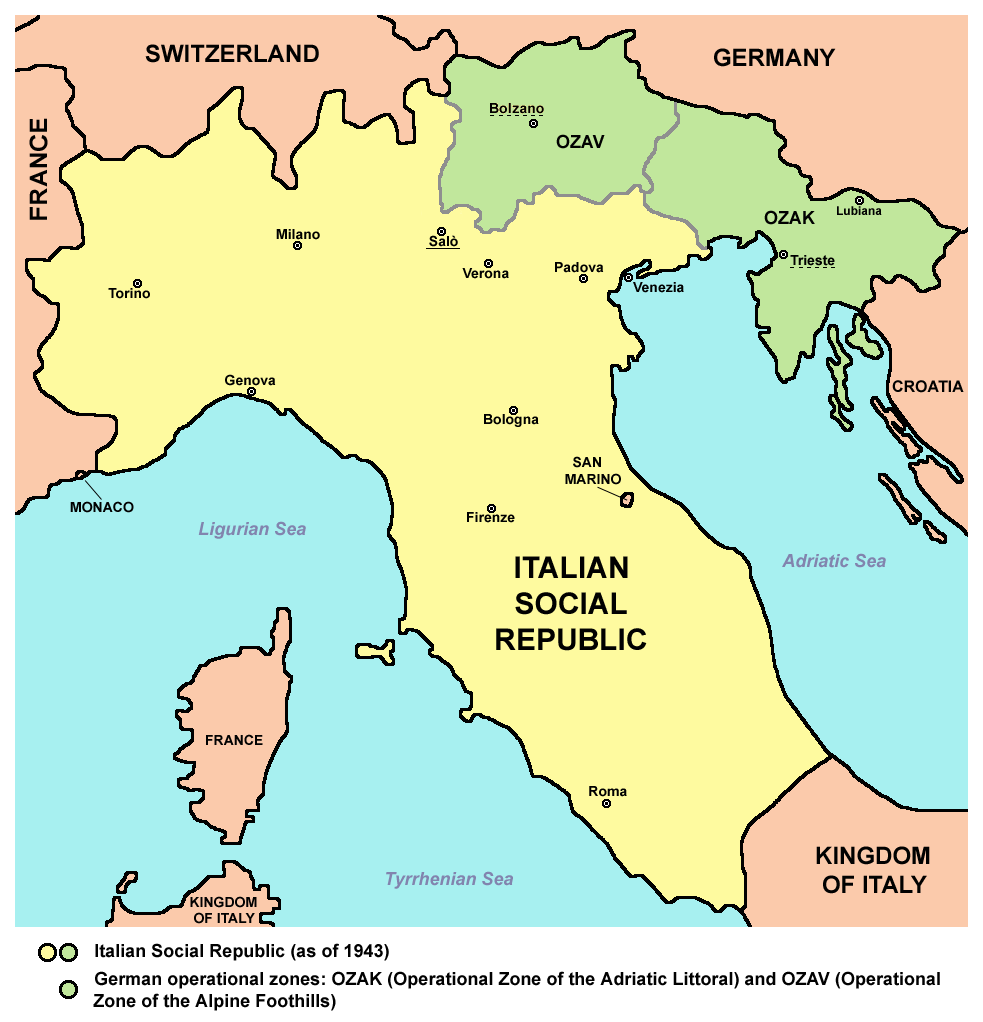
República Social Italiana (RSI) a partir de 1943 en amarillo y verde. Las zonas verdes eran zonas de operaciones militares alemanas bajo administración alemana directa.

Italia estaba mal preparado para la guerra y cada vez más cayó bajo el dictado nazi.  Los esfuerzos militares italianos fallaron contra Egipto, Grecia, Etiopía y Yugoslavia, y Alemania tuvo que intervenir para rescatar a su vecino. Después de que los aliados invadieron y tomaron Sicilia y el sur de Italia en 1943, el régimen se derrumbó. Mussolini fue arrestado y el rey nombró al general Pietro Badoglio como nuevo primer ministro. Ellos cambiaron de bando, se unieron a los Aliados y prohibieron el partido fascista. Sin embargo Alemania se mudó, ocupando Italia al norte de Nápoles. Paracaidistas alemanes rescataron a Mussolini y Hitler le estableciero como jefe de un gobierno títere de la República Social Italiana, a menudo llamada la República de Salò; y una guerra civil resultó de todo esto. Los alemanes dieron paso lentamente, por la montañosa Italia y ofreció muchas oportunidades defensivas.
Gran Bretaña por 1944 temía que Italia se convertiría en un Estado comunista bajo la influencia soviética. Abandonó su concepto original de la hegemonía británica en Italia y fue sustituido por una política de apoyo a una Italia independiente con un alto grado de influencia de Estados Unidos.

### Balcanes y Este de Europa
Hitler, que se preparaba para invadir la Unión Soviética, desvió la atención para asegurarse de que el flanco sur de los Balcanes era seguro. Rumanía se encontraba bajo una fuerte presión, y se vio obligado a ceder 40.000 millas cuadradas de territorio con 4 millones de personas a la URSS, Hungría y Bulgaria; Las tropas alemanas entraron para proteger los campos de petróleo vitales (única fuente de petróleo de Alemania, además de la URSS). Rumanía firmó el Pacto del Eje y se convirtió en un aliado de Alemania (noviembre de 1940). Lo mismo ocurrió con Hungría (noviembre de 1940) y Bulgaria (marzo de 1941).

#### Grecia

Contraofensiva griega contra-italiana controlada Albania, finales de 1940.

En la primavera de 1939, Italia había ocupado y anexado Albania. Gran Bretaña trató de disuadir una invasión al garantizar las fronteras de Grecia. Grecia bajo el fuerte Ioannis Metaxas rechazó las demandas italianas. Italia invadió Grecia el 28 de octubre de 1940, pero los griegos repelaron a los invasores después de una lucha amarga. A mediados de diciembre de 1940, los griegos ocuparon casi un cuarto de Albania, ataron 530.000 tropas italianas. Metaxas tendió a favorecer a Alemania, pero después de su muerte en enero de 1941 Grecia aceptó tropas y suministros británicos. En marzo de 1941, un importante contraataque italiano fallo, humillando las pretensiones militares italianas.
Alemania necesitaba para asegurar su estratégico flanco sur en preparación para una invasión de la URSS, Hitler lanzó de mala gana la batalla de Grecia en abril de 1941. tropas del Eje invadieron con éxito a través de Yugoslavia, superando rápidamente al griego y, defensores británicos. Grecia se dividió bajo la ocupación alemana, italiana y búlgara. Se formó un gobierno en el exilio griego en El Cairo (se trasladó a Londres), y Alemania estableció un gobierno títere en Atenas. Este último atrajo a numerosos elementos anticomunistas.
Las condiciones de guerra fueron graves para los civiles; el hambre era desenfrenada cuando la producción de granos se desplomó y Alemania se apoderó de los suministros de alimentos para sus propias necesidades. La malaria se convirtió en epidemia. Los alemanes se vengaron brutalmente por sabotaje por la Resistencia griega. Grupos de resistencia múltiple organizados, pero a menudo se oponían entre sí. Entre ellas, la republicana Liga Nacional griega (EDES), el Nacional y Social de Liberación (EKKA). El más fuerte de todos fue el Frente de Liberación Nacional Comunista (EAM); su brazo militar, el Ejército de Liberación Nacional Popular (ELAS) tenía 50.000 soldados. Las rivalidades preparon el escenario para una guerra civil después de que los alemanes dejaron en septiembre de 1944.

#### Yugoslavia
Yugoslavia firmó como un aliado de Alemania en marzo de 1941, pero en cuestión de horas hubo un golpe de Estado contra el nazi, dirigido por los serbios con ayuda británica, derrocaron al príncipe regente, repudiaron a los nazis, e instalaron al heredero de 17 años el rey Pedro II. Alemania marchó y desencadenó una muy sangrienta guerra larga, civil que mató a más de un millón de personas..
El Estado Independiente de Croacia (NDH) era muy católico y conservador. Se convirtió en un aliado del Eje gobernado por la milicia fascista conocido como el Ustaše; controlaba Croacia, Bosnia y Herzegovina. La limpieza étnica era su política. El Ustaše asesino alrededor de 500 mil personas (en su mayoría serbios, junto con 37.000 Judíos), expulsó a 250000, y obligó a otras 200.000 a convertirse al catolicismo. Kosovo fue dado a Albania (entonces bajo control italiano). Macedonia fue a Bulgaria y Vojvodina se le entregó a Hungría. Serbia se convirtió en un estado títere alemán y era la cabina de la resistencia.
Yugoslavia tenía un gobierno débil en el exilio con sede en Londres que incluía al rey. Sin embargo, el poder en el interior del país se dividió entre tres formas de los alemanes y sus aliados, y dos grupos de la resistencia serbia. Los chetniks anticomunistas reales bajo Draža Mihailović, estaba nominalmente bajo el control del gobierno en el exilio. Los chetniks se opusieron a los nazis pero a veces tenían que colaborar con los alemanes y Ustaša en sus feroces batallas con el Ejército de Liberación Nacional, una resistencia controlada por los comunistas encabezados por Josip Broz Tito. La fuerza de Tito creció en 1943, y Mihailović y los monárquicos se quedaron muy atrás. Churchill dio marcha atrás en diciembre de 1943, puso fin a su apoyo a las fuerzas realistas de Mihailović, y retrocedió en lugar de Tito.
Tito expulsó a los alemanes en 1945 y liquidó las fuerzas de Mihailovic. Esto permitió la formación de un estado comunista en Yugoslavia que fue independiente de Moscú. Los historiadores creen que la intervención a gran escala de Alemania en los Balcanes en la primavera de 1941, probablemente retrasó su invasión de Rusia el tiempo suficiente para dar a los soviéticos la oportunidad de sobrevivir.

### Japón
Japón había conquistado toda Manchuria y la mayor parte de China en 1939 en la segunda guerra chino-japonesa, pero los aliados se negaron a reconocer las conquistas. Japón se unió al Eje con Alemania, pero compartieron poca información. Japón dependía de las importaciones procedentes de los Aliados para el 90% de su petróleo, y el punto de corte de los envíos de petróleo a mediados de 1941 salió de Japón con suministros para sólo dos o un año de combate en serio por sus buques de guerra y aviones de guerra a menos que llegara a un acuerdo con respecto a China, o se apoderara de los campos de petróleo controladas por Gran Bretaña y los Países Bajos. Este último supuesto significaba la guerra, y se instó por oficiales del ejército que habían sido ensangrentados en los conflictos fronterizos y eran reacios a participar a los soviéticos. Algunos almirantes y muchos civiles, entre ellos el primer ministro Konoe Fumimaro, cree que una guerra con los EE.UU. terminaría en derrota. La alternativa era la pérdida de la honra y el poder. Los diplomáticos propusieron compromisos políticos en la forma de la "Doctrina Amau", apodada la "Doctrina Monroe japonesa" que habría dado la vía libre japonés con respecto a China. Estas propuestas fueron rechazadas por el U.S .; el ejército japonés ahora exigía una solución militar.

#### Conquistas Imperiales

El Gran Oriente de Asia Co-Prosperidad Esfera en 1942.

Japón lanzó sus propios blitzkriegs en Asia oriental. En 1937, el ejército japonés invadió y capturó la mayoría de las ciudades chinas costeras como Shanghái. Japón se hizo cargo de la Indochina francesa (Vietnam, Laos, Camboya), British Malaya (Brunéi, Malasia, Singapur), así como de las Indias Orientales Neerlandesas (Indonesia). Tailandia logró mantenerse independiente al convertirse en un estado satélite de Japón. En diciembre de 1941-mayo 1942, Japón se hundió los principales elementos de los estadounidenses, británicos y flotas holandeses, capturadas en Hong Kong, Singapur, Filipinas y las Indias Orientales Neerlandesas, llegaron a las fronteras de la India y comenzaron a bombardear Australia. Japón de repente había logrado su objetivo de gobernar la región de Asia Oriental Gran Esfera de Prosperidad.

#### Dominio imperial

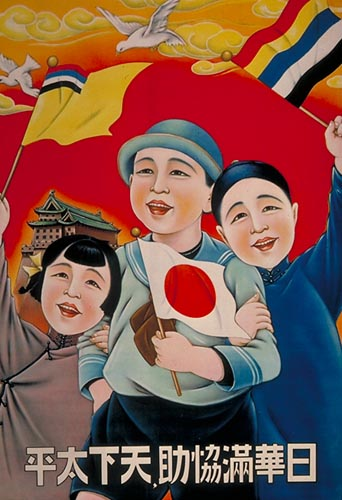
Cartel de 1935 del estado títere de Manchukuo para promover la armonía entre los pueblos. La leyenda dice: "Con la ayuda de Japón, China y Manchukuo, el mundo puede estar en paz."

La ideología del imperio colonial de Japón, como se iba expandiendo dramáticamente durante la guerra, contenía dos impulsos contradictorios. Por un lado, se predicó la unidad de la Gran Asia Oriental Esfera de Prosperidad, una coalición de razas asiáticas, dirigido por Japón, contra el imperialismo de Gran Bretaña, Francia, los Países Bajos, Estados Unidos, y en Europa en general. Este enfoque celebra los valores espirituales de Oriente en oposición al materialismo craso de Occidente. En la práctica, era un título eufemístico para el acaparamiento de tierras y la adquisición de los recursos naturales esenciales Los japoneses instalados burócratas organizativamente de mentalidad e ingenieros para ejecutar su nuevo imperio, creían en los ideales de la eficiencia, modernización y soluciones de ingeniería a los problemas sociales. Era el fascismo basado en la tecnología, y rechazó las normas occidentales de la democracia. Después de 1945, los ingenieros y los burócratas se hicieron cargo, y convirtieron la guerra tecno-fascismo en habilidades de gestión empresarial.
Japón estableció regímenes títere en Manchuria ("Manchukuo") y China; adecuada; desaparecieron al final de la guerra. El ejército japonés operó gobiernos despiadados en la mayoría de las áreas conquistadas, pero presto más atención a las Indias Orientales Neerlandesas. El objetivo principal era obtener el aceite, pero Japón patrocinó un movimiento nacionalista indonesio bajo Sukarno . Sukarno, finalmente llegó al poder a finales de 1940 después de varios años de lucha contra los holandeses. Los holandeses destruyeron sus pozos de petróleo, pero los japoneses los volvieron a abrir. Sin embargo la mayoría de los buques tanque que tomaban aceite a Japón fueron hundidos por submarinos estadounidenses, por lo que la escasez de petróleo de Japón se convirtió en el aumento agudo.

#### Estados títeres en China
Japón estableció regímenes títere en Manchuria ("Manchukuo") y China; adecuada; desaparecieron al final de la guerra

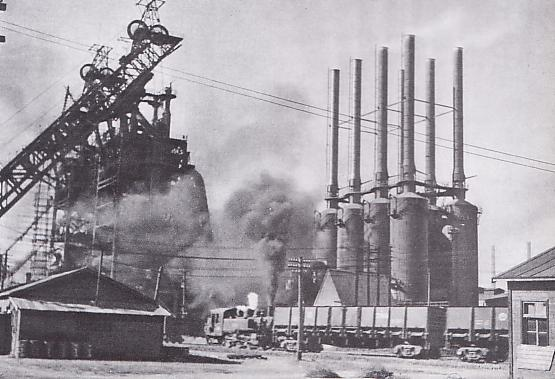
Shōwa Steel Works fue uno de los pilares de la economía de Manchukuo

Manchuria, la patria histórica de la dinastía manchú, tenía un carácter ambiguo después de 1912. Fue dirigido por señores de la guerra locales. El ejército japonés tomó el control en 1931, y estableció un estado títere de Manchukuo en 1932 para los 34 millones de habitantes. Se añadieron otras áreas, y más de 800.000 japoneses se movieron como administradores. El gobernante nominal fue Puyi, que como un niño pequeño que había sido el último emperador de China. Fue depuesto durante la revolución de 1911, y ahora los japoneses lo trajeron de vuelta en un papel sin poder. Sólo los países del Eje reconocieron Manchukuo. Los Estados Unidos en 1932 anunciaron la Doctrina Stimson afirmando que nunca reconocería la soberanía japonesa. Japón modernizó la economía y operando como un satélite de la economía japonesa. Estaba fuera del alcance de los bombarderos estadounidenses, por lo que sus fábricas continuaron su producción hasta el final. Manchukuo fue devuelta a China en 1945.
Cuando Japón tomó el control de la propia China en 1937-38, el japoneses ejército central expedicionario de China creó el Gobierno Nacional Reorganizada de China, un estado títere, bajo la dirección nominal de Wang Ching-wei (1883-1944). Se basaba en Nanjing. Los japoneses estaban en control total; el estado títere declaró la guerra a los aliados en 1943. Wang se le permitió administrar el Acuerdo Internacional de Shanghái. El estado títere tenía un ejército de 900.000 soldados, y se posicionó en contra del ejército nacionalista bajo Chiang Kai-shek. Se hizo poco combates.

#### Derrotas militares
El ataque a Pearl Harbor, en un principio parecía ser un gran éxito que noqueó a los estadounidense en la batalla naval, pero no se dio cuenta de los portaaviones que estaban en el mar y las instalaciones en tierra ignorados, vitales cuya destrucción podría haber paralizado las operaciones de Estados Unidos del Pacífico. En última instancia, el ataque resultó un desastre estratégico a largo plazo que realmente solo causó relativamente poco daño significativo a largo plazo, mientras que provocó a que los Estados Unidos buscaran venganza en una guerra sin cuartel total en la que se entretenían términos muy cortos de la rendición incondicional.
Sin embargo, como el almirante Yamamoto advirtió, a la ventana de seis meses Japón con su ventaja militar tras Pearl Harbor terminaría con la capacidad ofensiva de la Armada japonesa al está quedar paralizada a manos de la Marina estadounidense en la batalla de Midway. A medida que la guerra se convirtió en una de la producción en masa y la logística, los EE.UU. construyeron una armada mucho más fuerte con más numerosos aviones de combate, y un sistema de comunicaciones y logística superior. Los japoneses se habían extendido demasiado y fueron incapaces de abastecer a sus bases hacia adelante; muchos soldados murieron de hambre. Japón construyó aviones de guerra en gran cantidad, sino la calidad no lo hundió, el rendimiento de los pilotos entrenados mal espiral descendente.

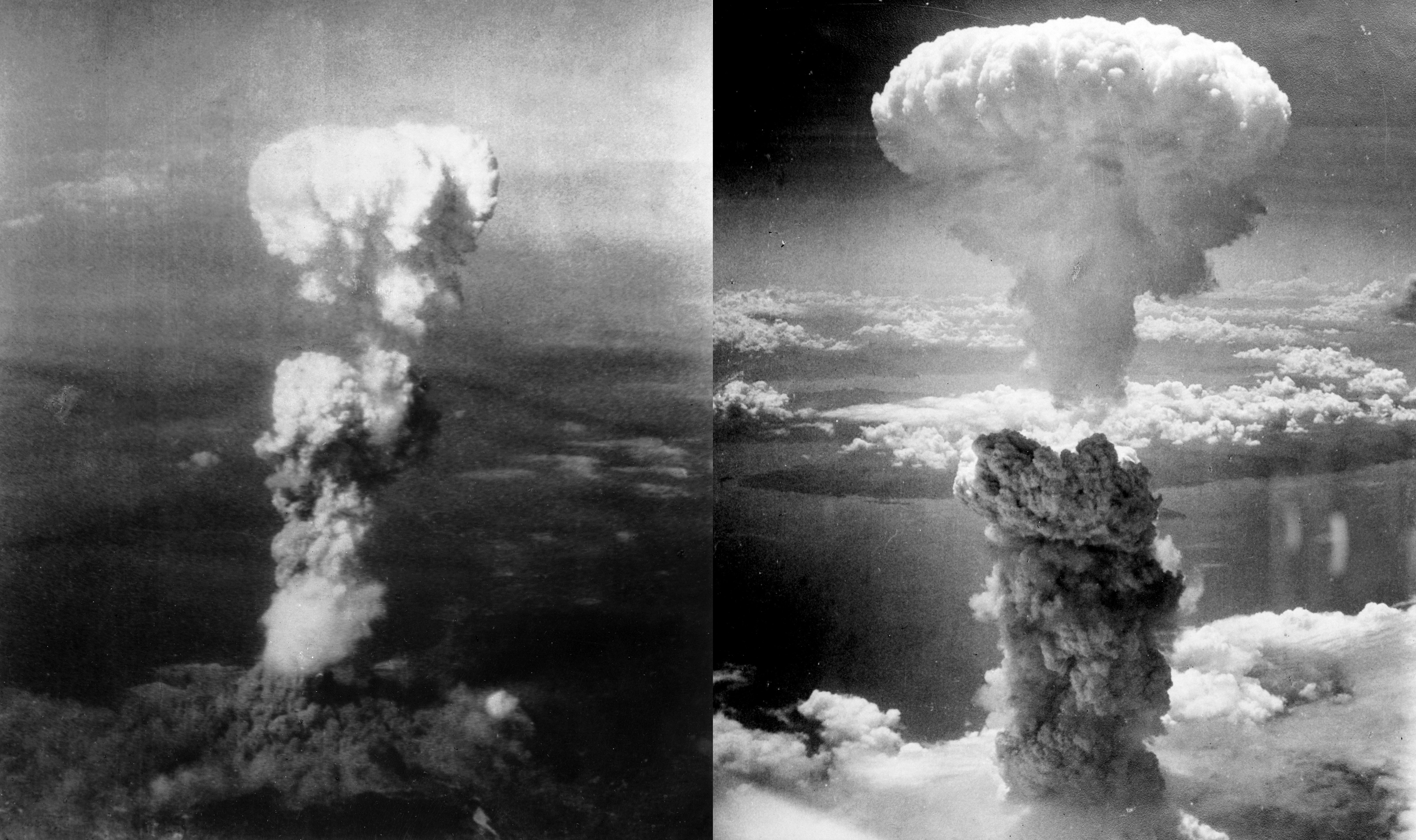
Bombardeos atómicos de Hiroshima y Nagasaki

La Armada Imperial perdió una serie de grandes batallas, de Midway (1942) hasta el Mar de Filipinas (1944) y el golfo de Leyte (1945), que puso estadounidenses de largo alcance B-29 bombarderos en el rango. Una serie de redadas masivas quemó gran parte de Tokio y 64 principales ciudades industriales comenzando marzo de 1945, mientras que la operación inanición gravemente perturbo las rutas de navegación internas vitales de la nación. Independientemente de cómo la guerra se hacía sin esperanza, el círculo alrededor del emperador se mantuvo firme y se negó a entablar negociaciones. Finalmente, en agosto, dos bombas atómicas y la invasión soviética de Manchuria demostraron la causa fue inútil, y Hirohito autorizó una rendición por el que él mantuvo su trono.

#### Muertes
El total de muertes militares japoneses entre 1937 y 1945 fueron de 2,1 millones; la mayoría se produjo en el último año de la guerra. La inanición o enfermedad relacionada con la malnutrición representaron aproximadamente el 80 por ciento de las muertes de militares japoneses en las Filipinas, y el 50 por ciento de las muertes militares en China. El bombardeo aéreo de un total de 65 ciudades japonesas parece haber tomado un mínimo de 400.000 y, posiblemente, más cerca de 600.000 vidas civiles (más de 100.000 en Tokio solo, más de 200.000 en Hiroshima y Nagasaki combinado y 80,000-150,000 muertes de civiles en la batalla de Okinawa). La muerte civil entre los colonos que murieron tratando de regresar a Japón desde Manchuria en el invierno de 1945 fue probablemente alrededor de 100.000.

### Finlandia

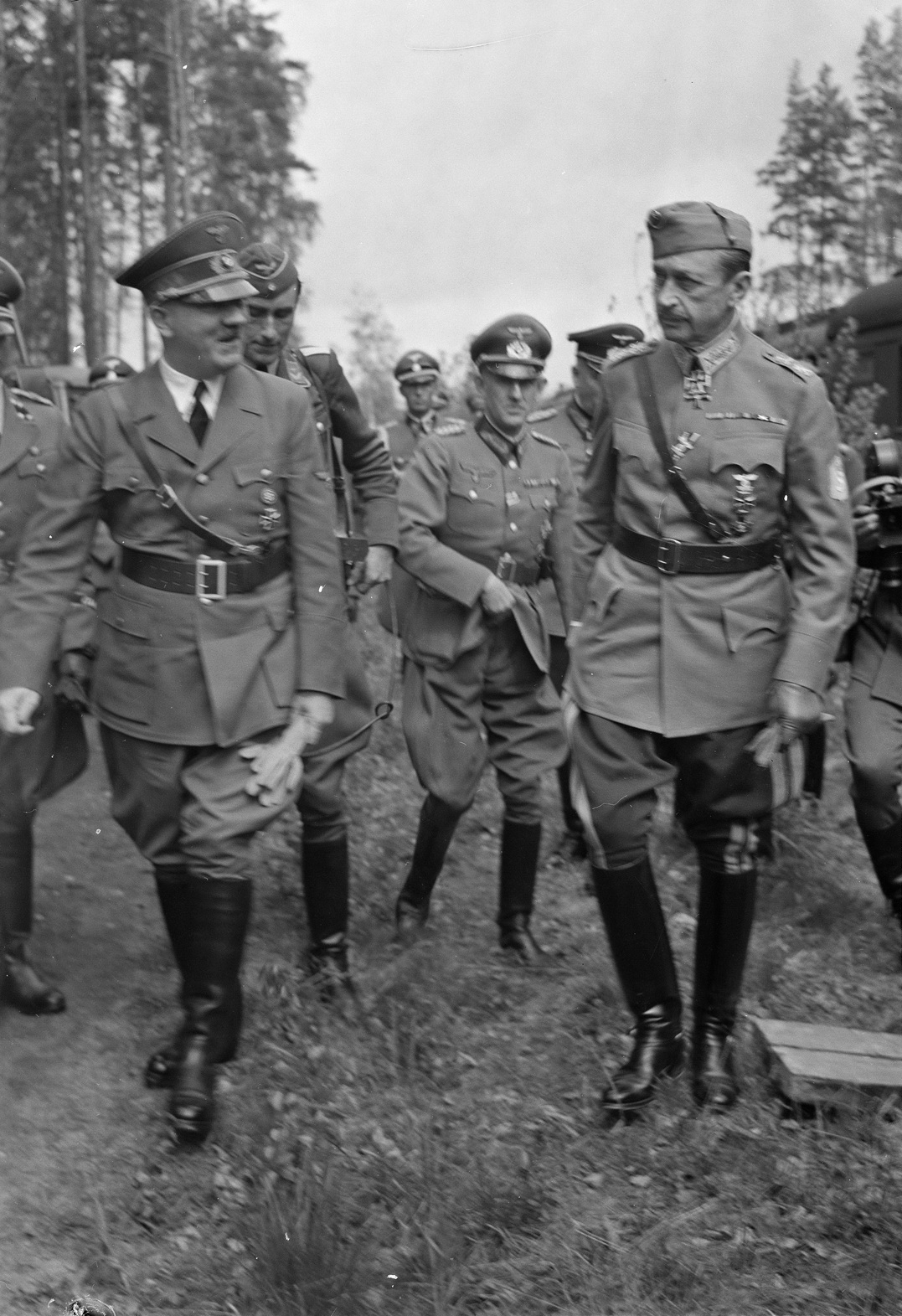
Hitler y comandante en jefe de mariscal de campo de Finlandia Mannerheim (derecha)

Aunque Finlandia oficialmente no formaba parte del Eje, que se alineó con Alemania en una guerra contra la Unión Soviética. En agosto de 1939 el Pacto Molotov-Ribbentrop entre Alemania y la Unión Soviética contenía un protocolo secreto dividiendo gran parte de Europa oriental y la asignación de Finlandia a la esfera de influencia soviética. Finlandia antes de 1918 había sido una provincia de Rusia, y muchos oradores finlandeses vivido en partes vecinas de Rusia. Después de intentar sin éxito forzar concesiones territoriales y otras de los finlandeses, la Unión Soviética invadió Finlandia en noviembre de 1939 durante la Guerra de Invierno, con la intención de establecer un gobierno títere comunista en Finlandia. Finlandia ganó el apoyo popular muy amplio en Gran Bretaña y los Estados Unidos. La colaboración de plena competencia con Alemania surgió de un precario equilibrio alcanzado por los finlandeses para evitar antagonizar Gran Bretaña y Estados Unidos. Al final de Gran Bretaña declaró la guerra para satisfacer las necesidades de su política soviética, pero no participó en el combate contra Finlandia. Finlandia concluyó las negociaciones de armisticio con la URSS bajo la fuerte presión alemana para continuar la guerra, mientras que británicos y estadounidenses actuaron de acuerdo con sus propias alianzas con los soviéticos .
El éxito soviético en Finlandia pondría en peligro los suministros de mineral de hierro de Alemania y se ofreció la posibilidad de interferencia de los aliados en la región. Los soviéticos abrumaron la resistencia finlandesa en la Guerra de Invierno, y un tratado de paz se firmó en marzo de 1940. Se cedió un territorio de Finlandia a la Unión Soviética, incluyendo el istmo de Carelia, que contiene la segunda ciudad más grande de Finlandia, Viipuri, y la estructura defensiva crítica de la Línea Mannerheim.
Después de la Guerra de Invierno, Finlandia solicitó la protección y el apoyo de Gran Bretaña y Suecia sin éxito. Finlandia se acercaba a Alemania, primero con la intención de obtener el apoyo de Alemania como un contrapeso para frustrar la continua presión soviética, y más tarde para ayudar a recuperar territorios perdidos. Finlandia declaró la guerra contra la Unión Soviética el 25 de junio de 1941 en lo que se llama la Guerra de Continuación.  Para satisfacer las demandas de Stalin, Gran Bretaña declaró la guerra a regañadientes Finlandia el 6 de diciembre de 1941, aunque ninguna otra operación militar siguió. La guerra nunca se declaró entre Finlandia y los Estados Unidos, aunque las relaciones se rompieron entre los dos países en 1944, como resultado del Acuerdo Ryti-Ribbentrop.
Finlandia mantuvo sus fuerzas armadas y persiguió sus objetivos de guerra independiente de Alemania. Alemanes y finlandeses trabajaron muy de cerca durante la Operación Silverfox, una ofensiva conjunta contra Murmansk. Finlandia se negó a peticiones alemanas para participar activamente en el cerco de Leningrado, y también concedió asilo a Judíos, mientras que soldados judíos continuaron sirviendo en su relación armada. El acuerdo entre Finlandia y Alemania se parecía más a una alianza durante las seis semanas de la Ryti-Ribbentrop Acuerdo, que fue presentado como una condición alemana para la ayuda con municiones y apoyo aéreo, ya que la ofensiva soviética en coordinación con el Día D amenazó Finlandia con ocupación completa. El acuerdo obligó a Finlandia para no buscar la paz por separado con Moscú.
Después de que las ofensivas soviéticas se libraron a un punto muerto, el sucesor de Ryti como presidente, Marshall Mannerheim, rechazó el acuerdo y abrió negociaciones secretas con los soviéticos, que se tradujo en el Armisticio de Moscú el 19 de septiembre de 1944. En virtud de los términos del armisticio, Finlandia se vio obligado a expulsar a las tropas alemanas del territorio finlandés, que dio lugar a la Guerra de Laponia. Finlandia firmó un tratado de paz con las potencias aliadas en 1947.

## Gobiernos en el exilio
Gran Bretaña dio la bienvenida a los gobiernos en el exilio para establecer sus oficinas centrales en Londres mientras que otros se establecieron en territorio aliado neutral o de otro. El reconocimiento de estos órganos podría variar y cambiar con el tiempo.

### Polonia
La mayoría de los líderes polacos huyeron a Rumanía, donde fueron enterrados. Otros líderes huyeron a Francia, y más tarde a Londres, donde el gobierno de Polonia en el exilio fue creado por el general Władysław Sikorski. Fue reconocido por los aliados hasta 1944.
El movimiento de resistencia clandestino formado dentro de Polonia; que nominalmente informó al gobierno en el exilio. Durante la guerra cerca de 400.000 polacos se unieron a la resistencia polaca del Ejército Nacional, alrededor de 200.000 entraron en combate en los frentes occidentales en unidades leales al gobierno polaco en el exilio, y alrededor de 300.000 lucharon bajo mando soviético en las últimas etapas de la guerra.
Desde el comienzo de la guerra el cuerpo protestó en la escena internacional en contra de la ocupación alemana de su territorio y el tratamiento de su población civil. En 1940 el Ministerio de Información polaco produjo una lista de aquellos que creían habían sido asesinados por los nazis. Más tarde, en 1942 Polonia se dirigió a los gobiernos de los aliados (la  Sociedad de las Naciones) con una publicación titulada "Exterminio masivo de judíos en Polonia ocupada por Alemania".

### Noruega
Después de Alemania barrió al control en abril de 1940, el gobierno en el exilio, incluyendo la familia real, se asentó en Londres. La política fue suspendida y el gobierno tuvo una acción coordinada con los aliados, retuvieron el control de un servicio diplomático y consular en todo el mundo, y operaron la gran marina mercante noruega. Se organizó y supervisó la resistencia dentro de Noruega. Una de las consecuencias a largo plazo fue el abandono de una política escandinava tradicional de neutralidad; Noruega se convirtió en miembro fundador de la OTAN en 1949. Noruega en el inicio de la guerra tenía la cuarta flota mercante más grande del mundo, con 4,8 millones de toneladas, incluyendo una quinta parte de los petroleros del mundo. Los alemanes capturaron alrededor del 20% de la flota, pero el resto, unos 1.000 barcos, fueron asumidas por el gobierno. Aunque fueron hundidos la mitad de los barcos, las ganancias pagaron los gastos del gobierno.

### Holanda
El gobierno en 1940 huyó a Londres, donde tenía el mando de algunas colonias, así como la Armada y la Marina Mercante holandés. Cuando llegaron a Londres el Gobierno en el exilio se consideraba todavía neutral, pero encontró su deseo por la liberación de los Países Bajos que coincide con los objetivos de guerra de los aliados. Tras la caída de Francia, el primer ministro holandés Dirk Jan de Geer abogó por negociar una paz separada entre los Países Bajos y el Tercer Reich. La Reina Guillermina temiendo que la pérdida de las Indias Orientales Neerlandesas a Japón sería un término de un tratado vetó cualquier acuerdo. El 3 de septiembre de 1940, la Reina desestimó a su primer ministro y lo reemplazó con Pieter Sjoerds Gerbrandy, que trabajó con Churchill y Roosevelt sobre las formas de allanar el camino para una entrada de Estados Unidos. Aruba junto con Curazao las entonces refinerías de petróleo de clase mundial fueron los principales proveedores de productos refinados a los aliados. Aruba se convirtió en un protectorado británico desde 1940 hasta 1942 y un protectorado de Estados Unidos de 1942 a 1945. El 23 de noviembre de 1941, en virtud de un acuerdo con el gobierno de los Países Bajos en el exilio, los Estados Unidos ocuparon la Guayana holandesa para proteger las minas de bauxita.

### Checoslovaquia
El gobierno checoslovaco en el exilio era un título informal dado a la Comisión Nacional de Liberación de Checoslovaquia originalmente creada por el expresidente checoslovaco Edvard Beneš en París en octubre de 1939. Infructuosas negociaciones con Francia para calidad de diplomático, así como la ocupación nazi inminente de Francia, obligaron a la Comisión a retirarse a Londres en 1940. El cuerpo fue finalmente considerado, por los países que reconocen que, como la continuación legal de la Primera República de Checoslovaquia.

### Bélgica
La invasión alemana duró sólo 18 días en el año 1939 antes de que el ejército belga se rindiera. El rey se quedó atrás, pero el gobierno se escapó a Francia y luego a Inglaterra en 1940. Bélgica fue liberada a finales de 1944.
Bélgica tuvo dos participaciones en África, la gran colonia del Congo Belga y el mandato de Ruanda-Burundi. El Congo belga no estaba ocupado y se mantuvo leal a los aliados como un activo económico útil. El gobierno en el exilio vendió 3,4 millones libras de mineral de uranio del Congo a los EE.UU. por la bomba atómica. Tropas del Congo Belga participaron en la Campaña de África Oriental contra los italianos. La colonial Force Publique también sirvió en otros teatros junto a las fuerzas británicas.

### Corea
Con sede en la ciudad china de Shanghái y en Chongqing después, el Gobierno Provisional de la República de Corea actuó como el gobierno en el exilio del 13 de abril de 1919 a la República de Corea hasta que se estableció en 1948.

## Lista de todas las declaraciones de guerra y otros brotes de hostilidades
En cuanto a tipo de brote de la guerra (cuarta columna): 
A = Ataque sin una declaración de guerra; U = Estado de la guerra surgió a través de ultimátum; WD = Estado de la guerra surgió después de la declaración formal de guerra; D = ruptura diplomática que conduce a un estado de guerra. En algunos casos una ruptura diplomática más tarde dio lugar a un estado de guerra. Estos casos se mencionan en los comentarios.
| Fecha      | Nación que Atacaba                                                     | Naciones atacadas           | Tipo | Comentarios |
| ---------- | ---------------------------------------------------------------------- | --------------------------- | ---- | --- |
| 1939-09-01 | Alemania                                                               | Polonia                     | A    | |
| 1939-09-03 | Inglaterra, Francía                                                    | Alemania                    | U    | |
| 1939-09-03 | Australia, Nueva Zelanda                                               | Alemania                    | WD   | |
| 1939-09-06 | Sudáfrica                                                              | Alemania                    | WD   | |
| 1939-09-10 | Canadá                                                                 | Alemania                    | WD   | |
| 1939-09-17 | Unión Soviética                                                        | Polonia                     | A    | |
| 1939-11-30 | Unión Soviética                                                        | Finlandia                   | A    | Ruptura diplomática el día anterior                                                                                          |
| 1940-04-09 | Alemania                                                               | Dinamarca, Noruega          | A    | |
| 1940-05-15 | Alemania                                                               | Bélgica, Holanda            | WD   | La ofensiva alemana en Europa occidental                                                                                     |
| 1940-06-10 | Italia                                                                 | Francia, Reino Unido        | WD   | En un momento en que Francia ya estaba a punto de caer                                                                       |
| 1940-06-10 | Canadá                                                                 | Italia                      | WD   | |
| 1940-06-11 | Sudáfrica, Australia, Nueva Zelanda                                    | Italia                      | WD   | |
| 1940-06-12 | Egipto                                                                 | Italia                      | D    | |
| 1940-07-04 | Reino Unido                                                            | Francia                     | A    | La Armada de la Francia de Vichy y colonias fueron atacados por Reino Unido, pero no se declaró la guerra                    |
| 1940-10-28 | Italia                                                                 | Grecia                      | U    | |
| 1941-04-06 | Alemania                                                               | Grecia                      | WD   | |
| 1941-04-06 | Alemania, Bulgaria                                                     | Yugoslavia                  | A    | |
| 1941-04-06 | Italia                                                                 | Yugoslavia                  | WD   | |
| 1941-04-10 | Hungría                                                                | Yugoslavia                  | A    | |
| 1941-04-23 | Grecia                                                                 | Bulgaria                    | D    | |
| 1941-06-22 | Alemania, Italia, Romania                                              | Unión Soviética             | WD   | * La declaración de guerra alemán se le dio en el momento del ataque                                                         |
| 1941-06-24 | Dinamarca                                                              | Unión Soviética             | D    | Dinamarca fue ocupada por Alemania                                                                                           |
| 1941-06-25 | Finlandia                                                              | Unión Soviética             | A    | Segunda guerra entre estas naciones                                                                                          |
| 1941-06-27 | Hungría                                                                | Unión Soviética             | WD   | Ruptura Diplomática 1941-06-24                                                                                               |
| 1941-06-30 | Francia                                                                | Unión Soviética             | D    | |
| 1941-12-07 | Reino Unido                                                            | Rumania, Hungría, Finlandia | U    | Ruptura diplomática 1941-02-11,1941-04-07 y 1941-08-01                                                                       |
| 1941-12-07 | Japón                                                                  | USA                         | A    | WD llegó el día después. |
| 1941-12-08 | Japón                                                                  | Reino Unido                 | WD   | |
| 1941-12-08 | Canadá, Sudáfrica                                                      | Japón                       | WD   | |
| 1941-12-08 | China                                                                  | Alemania, Italia, Japón     | WD   | *Ruptura diplomática 1941-07-02                                                                                              |
| 1941-12-09 | Australia, Nueva Zelanda                                               | Japón                       | WD   | |
| 1941-12-11 | Alemania, Italia                                                       | USA                         | WD   | |
| 1941-12-12 | Rumania                                                                | USA                         | WD   | |
| 1941-12-13 | Bulgaria                                                               | Reino Unido, USA            | WD   | |
| 1941-12-13 | Hungría                                                                | USA                         | WD   | |
| 1942-01-24 | USA                                                                    | Dinamarca                   | D    | |
| 1942-05-28 | México                                                                 | Alemania, Italia, Jápon     | WD   | Ruptura diplomática en los tres casos 1941                                                                                   |
| 1942-08-22 | Brasil                                                                 | Alemania, Italia            | WD   | Ruptura diplomática 1942-01-20 y 1942-01-28                                                                                  |
| 1942-11-09 | Francia                                                                | USA                         | D    | |
| 1943-01-20 | Chile                                                                  | Alemania, Japón, Italia     | D    | |
| 1943-09-09 | Irán                                                                   | Alemania                    | WD   | Ruptura diplomática en 1941                                                                                                  |
| 1943-10-13 | Italia                                                                 | Alemania                    | WD   | Después de la caída de Musollini, Italia cambia de bando                                                                     |
| 1944-01-10 | Argentina                                                              | Alemania, Japón             | D    | |
| 1944-06-30 | USA                                                                    | Finlandia                   | D    | |
| 1944-08-04 | Turquía                                                                | Alemania                    | D    | Turquía declaró la guerra a Alemania el 23 de febrero de 1945; un estado de guerra contra Alemania existió desde esta fecha. |
| 1944-08-23 | Rumania                                                                | Alemania                    | WD   | Como Italia, Rumanía cambio de bando                                                                                         |
| 1944-09-05 | Unión Soviética                                                        | Bulgaria                    | WD   | |
| 1944-09-07 | Bulgaria                                                               | Alemania                    | D    | |
| 1945-02-24 | Egipto                                                                 | Alemania, Japón             | WD   | *Ruptura diplomática 1939 |
| 1945       | Argentina, Paraguay, Perú, Venezuela, Uruguay, Siria, y Arabia Saudita | Alemania                    | WD   | Se necesita una declaración para ser elegible para unirse a las Naciones Unidas                                              |
| 1945-04-03 | Finlandia                                                              | Alemania                    | WD   | Ruptura diplomática en 1944, último brote en Europa.                                                                         |
| 1945-07-06 | Brasil                                                                 | Japón                       | WD   | |
| 1945-07-17 | Italia                                                                 | Japón                       | WD   | |
| 1945-08-08 | Unión Soviética                                                        | Japón                       | WD   | Última estallido de la guerra durante la Segunda Guerra Mundial.                                                             |

### Aliados
- Beschloss, Michael. The Conquerors: Roosevelt, Truman, and the destruction of Hitler's GAlemania 1941–1945 (2002).
- Burns, James. Roosevelt: the Soldier of Freedom  (1970).
- Churchill, Winston. The Second World War  (6 vol 1948)
- Charmley, John. Churchill's Grand Alliance: The Anglo-American Special Relationship 1940–57 (1996)
- Dallek, Robert. Franklin D. Roosevelt and American Foreign Policy, 1932–1945  (1995).
- Feis, Herbert. Churchill Roosevelt Stalin: The War They Waged and the Peace They Sought: A Diplomatic History of World War II (1957), by a senior official of the U.S. State Department
- Feis, Herbert.  China Tangle: American Effort in China from Pearl Harbor to the Marshall Mission (1953)
- Fenby, Jonathan. Chiang Kai Shek: China's Generalissimo and the Nation He Lost (2005).
- Gibson, Robert. Best of Enemies (2nd ed. 2011). Britain and FFrancia
- Glantz, Mary E. FDR and the SRusia The President's Battles over Foreign Policy (2005)
- Langer, William y S. Everett Gleason. The Challenge to Isolation, 1937–1940 (1952); The Undeclared War, 1940–1941 (1953) highly influential, wide-ranging semi-official American diplomatic history
- Louis, William Roger; Imperialism at Bay: The USAand the Decolonization of the British Empire, 1941–1945 (1978)
- McNeill, William Hardy. America, Britain, & Russia: their co-operation and conflict, 1941–1946 (1953), 820pp; comprehensive overview
- Nasaw, David. The Patriarch: The Remarkable Life and Turbulent Times of Joseph P. Kennedy (2012), US ambassador to Britain, 1937–40; pp 281–486
- O'Sullivan, Christopher D. Sumner Welles, Post-War Planning and the Quest for a New World Order 1937–1943. New York: Columbia University Press. ISBN 978-0-231-14258-8.
- Reynolds, David. From World War to Cold War: Churchill, Roosevelt, and the International History of the 1940s (2007) excerpt and text search
- Roberts, Geoffrey. Stalin's Wars: From World War to Cold War, 1939–1953 (2006).
- Taylor, Jay. The Generalissimo: Chiang Kai-shek and the Struggle for Modern China (2009).
- de Ven, Hans van, Diana Lary, Stephen MacKinnon, eds. Negotiating China's Destiny in World War II (Stanford University Press, 2014) 336 pp.  online review
- Woods, Randall Bennett. Changing of the Guard: Anglo-American Relations, 1941–1946 (1990)
- Woodward, Llewellyn. British Foreign Policy in the Second World War (1962); summary of his 5-volume highly detailed history

### Gobernantes en el exilio
- Auty, Phyllis and Richard Clogg, eds. British Policy towards Wartime Resistance in Yugoslavia and Greece (1975).
- Glees, Anthony. Exile Politics During the Second World War (1982)
- Lanicek, Jan, et al. Governments-in-Exile and the Jews during the Second World War (2013)  excerpt and text search
- McGilvray, Evan. A Military Government in Exile: The Polish Government in Exile 1939–1945, A Study of Discontent (2012)
- Pabico, Rufino C. The Exiled Government: The Philippine Commonwealth in the USADuring the Second World War (2006)
- Tendyra, Bernadeta. The Polish Government in Exile, 1939–45 (2013)
- Yapou, Eliezer. Governments in Exile, 1939–1945: Leadership from London and Resistance at Home (2004) online, comprehensive coverage

### Axis
- Bix, Herbert P. Hirohito and the Making of Modern JJapón(2001) excerpt and text search
- DiNardo, Richard L. "The dysfunctional coalition: The Axis Powers and the Eastern Front in World War II," Journal of Military History (1996) 60#4 pp 711–730
- DiNardo, Richard L. GAlemaniaand the Axis Powers: From Coalition to Collapse (2005) excerpt and text search
- Evans, Richard J. The Third Reich at War (2010), a comprehensive history excerpt and text search
- Feis, Herbert. The Road to Pearl Harbor: The coming of the war between the USAand JJapón(1950). classic history by senior American official.
- Kershaw, Ian. Hitler: 1936–1945 Nemesis (2001), 1168pp; excerpt and text search
- Knox, MacGregor. Hitler's Italian Allies: Royal Armed Forces, Fascist Regime, and the War of 1940–1943 (2000)
- Leitz, Christian. Nazi Foreign Policy, 1933–1941: The Road to Global War (2004) 201pp online
- Mallett, Robert. Mussolini and the Origins of the Second World War, 1933–1940 (2003) excerpt and text search
- Martin, Bernd. JJaponand GAlemaniain the Modern World (1995)
- Mazower, Mark. Hitler's Empire: How the Nazis Ruled Europe (2009) excerpt and text search
- Mazower, Mark. Inside Hitler's Greece: The Experience of Occupation, 1941-44 (2001).
- Noakes, Jeremy y Geoffrey Pridham, eds. Nazism 1919–1945, vol. 3: Foreign Policy, War and Racial Extermination (1991), primary sources
- Thorne, Christopher G. The Issue of War: States, Societies, and the Coming of the Far Eastern Conflict of 1941–1945 (1985) sophisticated analysis of each major power facing JJapon
- Tooze, Adam. The Wages of Destruction: The Making and Breaking of the Nazi Economy (2008), 848pp excerpt and text search
- Weinberg, Gerhard L. Hitler's Foreign Policy 1933–1939: The Road to World War II (2005)
- Wright, Jonathan. GAlemaniaand the Origins of the Second World War (2007) 223pp

### Historiografía
- Pederson, William D. ed. A Companion to Franklin D. Roosevelt (2011) online pp 480-689, Covers American diplomacy worldwide in WW2
- Lee,  Loyd, ed. World War II in Europe, Africa, and the Americas, with General Sources: A Handbook of Literature and Research (1997) excerpt and text search
- Lee,  Loyd, ed.  World War II in Asia and the Pacific and the War's Aftermath, with General Themes: A Handbook of Literature and Research (1998) excerpt and text search